# Liste der Kulturdenkmale in Dahlen (Sachsen)

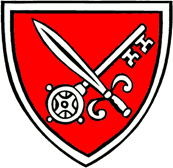
Wappen von Dahlen

In der Liste der Kulturdenkmale in Dahlen sind die Kulturdenkmale der Stadt Dahlen verzeichnet, die bis März 2020 vom Landesamt für Denkmalpflege Sachsen erfasst wurden (ohne archäologische Kulturdenkmale). Die Anmerkungen sind zu beachten.
Diese Aufzählung ist eine Teilmenge der Liste der Kulturdenkmale im Landkreis Nordsachsen.

## Dahlen
| Bild                                    | Bezeichnung | Lage                                  | Datierung | Beschreibung | ID       |
| --------------------------------------- | --- | ------------------------------------- | --- | --- | -------- |
|                                         | Jagdhaus | Am Alten Forsthaus 4 (Karte)          | Um 1922 | Weitestgehend original erhaltenes Gebäude in Holzbauweise, baugeschichtlich und ortsgeschichtlich von Bedeutung. Zweigeschossiges Gebäude mit Walmdach, Biberschwanzdeckung (original), Fledermausgauben, Gebäude verbrettert, originale Fenster und Fensterläden, originaler Treppenaufgang mit Kunststeinstufen, Geländer aus Metall. | 08973572 |
| Weitere Bilder                          | Wohnhaus in offener Bebauung und seitlicher Torbogen | August-Bebel-Straße 1 (Karte)         | Um 1800 | Breit gelagerter Putzbau mit markantem Walmdach, prägt den Übergang von August-Bebel-Straße zum Markt, baugeschichtlich und städtebaulich von Bedeutung. Zweigeschossiger, massiver Bau, Walmdach mit Kronendeckung, Mittelrisalit, Putzfaschen, Putz erneuert, neoklassizistische Haustür und Windfangtür, Korbbogenportal, Fenster im Obergeschoss erneuert, Tordurchfahrt zum Hof. | 08973564 |
| Weitere Bilder                          | Wohnhaus in offener Bebauung | August-Bebel-Straße 2 (Karte)         | Mitte 19. Jahrhundert | Gebäude mit qualitätvoller Fassaden- und insbesondere Giebelgestaltung, baugeschichtlich und platzbildprägend von Bedeutung. Zweigeschossiger Putzbau (lachsfarben), Putzgliederung, Eckquaderung, vertikale Rahmung der späteren Ladeneinbauten, Blumenfestons, geschweifter Giebel zum Markt sowie zur August-Bebel-Straße, Erker im ersten Obergeschoss zur August-Bebel-Straße, Ladeneinbauten übergroß erneuert. Rückseite: Erdgeschoss massiv, Obergeschoss Fachwerk. | 08972338 |
| Weitere Bilder                          | Ackerbürgerhaus, Scheune und Hofpflaster | August-Bebel-Straße 9 (Karte)         | Um 1800 | Gut erhaltenes Zeugnis eines Ackerbürgerhofes mit charakteristischer Tordurchfahrt, baugeschichtlich und städtebaulich von Bedeutung. - Ackerbürgerhaus: zweigeschossiger Putzbau, Obergeschoss teilweise Fachwerk, breite Tordurchfahrt, Satteldach (Biberschwanzdeckung), Fenster und Haustür später erneuert, zwei querrechteckige Fenster, Putzgewände, über Tordurchfahrt ein originales Fenster, Gebäude verputzt - Scheune: Bruchsteinmauerwerk (verputzt), Satteldach (Biberschwanzdeckung), Putzgewände - Kopfsteinpflaster | 08972381 |
|                                         | Wohnhaus in geschlossener Bebauung | August-Bebel-Straße 10 (Karte)        | Um 1840 | Schönes Beispiel eines schlichten Bürgerhauses des 19. Jahrhunderts, baugeschichtlich und städtebaulich von Bedeutung. Zweigeschossiger massiver Putzbau, Erdgeschoss Putzquaderung, Gurtgesims, Obergeschoss Putzfaschen, Satteldach mit Kremperdeckung, Fenster erneuert, Haustür erneuert. | 08973565 |
|                                         | Wohnhaus in geschlossener Bebauung | August-Bebel-Straße 12 (Karte)        | Um 1840 | Durch seinen weitestgehend erhaltenen Originalzustand ein anschauliches Beispiel der kleinstädtischen Bauweise in der Mitte des 19. Jahrhunderts, baugeschichtlich von Bedeutung. Zweigeschossiger Putzbau auf Sockel mit Putzgewänden, Haustür alt, Fenster zum Teil original, Erdgeschoss mit Putzquaderung, Satteldach mit Biberschwanzdeckung. | 08972339 |
| Weitere Bilder                          | Wohnhaus (mit Anbau), seitlicher Torbogen und Scheune eines Ackerbürgerhofes | August-Bebel-Straße 18 (Karte)        | Um 1800 (Ackerbürgerhaus); um 1840 (Scheune) | Wohnhaus spätbarock mit markantem Schopfwalmdach, Scheune mit qualitätvoller Fassade, Zeugnis des früheren ackerbürgerlichen Lebens in Dahlen, baugeschichtlich, ortsgeschichtlich und straßenbildprägend von Bedeutung. - Wohnhaus mit (Anbau): zweigeschossiger Putzbau, Traufseite mit sieben Achsen, originales Türoberlicht, Schopfwalmdach, zum Brühl zweiachsiger Anbau - Scheune: Putzbau, zu beiden Seiten der mittigen Toreinfahrt Rundbogentüren mit Rundbogenfenstern darüber, Ecklisenen, Satteldach mit Biberschwanzdeckung, kräftige Fenster- und Türstürze im Bereich des jeweiligen Rundbogens aus Klinker, originale Fenster mit Radialsprossen - Rundbogentor mit Schlussstein | 08972340 |
| Weitere Bilder                          | Wohnhaus in halboffener Bebauung und Ecklage | August-Bebel-Straße 19 (Karte)        | Schlussstein über Tür bezeichnet mit 1848 | Gebäude mit an Traufseite original erhaltener, zeittypischer Putzgliederung, baugeschichtlich und städtebaulich von Bedeutung. Zweigeschossiger Putzbau in Ecklage mit Satteldach, neue Dachdeckung mit neuen Dachhäuschen, Erdgeschoss mit Putzquaderung, profilierte Fenstergewände im ersten Obergeschoss, Putzspiegel über Tür, Aufschrift „Hermann Fischer. Schuhmachermeister“. Originale, profilierte Sohlbänke im Erdgeschoss, profiliertes Gesims, Fenster und Dachhäuschen neu, Türgewände mit Schlussstein. | 08972341 |
| Weitere Bilder                          | Wohnhaus in halboffener Bebauung und Ecklage, mit alter Apothekeneinrichtung | Bahnhofstraße 2 (Karte)               | 2. Hälfte 18. Jahrhundert (Wohnhaus); um 1900 (Einrichtung) | Qualitätvolles barockes Bürgerhaus in Ecklage zum Marktplatz, mit weitestgehend komplett erhaltener ehemaliger Apothekeneinrichtung (heute Naturkostladen), baugeschichtlich und ortsgeschichtlich von Bedeutung. - Wohn- und Geschäftshaus: zweigeschossiger Putzbau in Ecklage mit Mansarddach (Biberschwanzdeckung), Fledermausgauben, Putzgliederung durch Spiegel und Lisenen, Putzgewände, leichter Mittelrisalit, Fenster denkmalgerecht erneuert, durch Wärmedämmung entstellter Sockelbereich - Einrichtung der ehemaligen Apotheke: Verkaufstheke, Wandregale und Schübe, Spiegel, Uhr | 08972397 |
| Weitere Bilder                          | Tor | Bahnhofstraße 8 (Karte)               | Um 1900 | Denkmalgerecht erneuertes Tor in zeittypischer Formensprache, handwerklich-künstlwerisch von Bedeutung. Zweiflügeliges Tor mit Fenstergittern, Neuanfertigung unter Einbeziehung des Vorgängers. | 08973569 |
|                                         | Mietshaus in geschlossener Bebauung | Bahnhofstraße 18 (Karte)              | Bezeichnet mit 1911 | Stattlicher Klinkerbau mit aufwändiger Fassade als Zeugnis des frühen Mietshausbaus in Dahlen um 1910, baugeschichtlich und städtebaulich von Bedeutung. Zweigeschossig mit Bruchsteinsockel und Mansarddach (Biberschwanzdeckung), Mittelrisalit dreigeschossig, Gliederung durch Putzgewände und Klinkerbänder, Tor erneuert, Fenster denkmalgerecht erneuert. | 08972377 |
|                                         | Wohnhaus in geschlossener Bebauung | Bahnhofstraße 42 (Karte)              | Um 1880 | Massives Wohnhaus mit Putzgliederung und Drempel, eines der letzten weitgehend original erhaltenen baulichen Zeugnisse der Bahnhofstraße, baugeschichtlich und städtebaulich von Bedeutung. Zweigeschossiger Putzbau, originaler Putz mit Putzgliederung, Satteldach mit neuer Deckung (Krempziegel), Drempel, Putzverdachungen und -gewände im Obergeschoss, Bruchsteinsockel, Haustür und Fenster erneuert, Erdgeschoss durch Zusetzten des Ladenbereiches gestört. | 08972376 |
|                                         | Wohnhaus in halboffener Bebauung und Ecklage, mit Einfriedung | Bahnhofstraße 49 (Karte)              | 1925, oder 1924–1925 | Weitgehend original erhaltener Teil einer Doppelwohnhausanlage mit qualitätvoller, zeittypischer Fassadengestaltung und Kubatur, baugeschichtlich von Bedeutung. - Wohnhaus: zweigeschossiger, massiver Putzbau, hoher Granitsockel, Walmdach (Biberschwanzdeckung erneuert), liegende Dachfenster, Gebäude saniert, eingeschossiger rückwärtiger Anbau - Einfriedung: niedrige Granitmauer | 08973576 |
|                                         | Wohnhaus in halboffener Bebauung, mit Einfriedung | Bahnhofstraße 51 (Karte)              | 1926 | Weitestgehend original erhaltener Teil einer Doppelwohnhausanlage mit qualitätvoller, zeittypischer Fassadengestaltung und Kubatur, baugeschichtlich von Bedeutung. - Wohn- und Geschäftshaus: zweigeschossiger massiver Bau, hoher Granitsockel, Walmdach (Biberschwanzdeckung), Fledermausgaube, originale Fenster, Kratzputz - Einfriedung: Granitmauer mit geputzten Mauerpfeilern, Metallsegmenten (jünger) | 08973577 |
| Weitere Bilder                          | Wohnhaus in offener Bebauung | Bahnhofstraße 79 (Karte)              | Um 1928 | Klinkerbau im historistischen Stil, baugeschichtlich von Bedeutung. Zweigeschossiger Backsteinbau mit verblendetem gequaderten Kunststeinsockel, Fassadengliederung durch kräftiges Sandsteingesims, sehr kräftige Fensterbekrönungen im Art-déco-Stil, leichte Kunststeingliederung, Fenster erneuert, Haustür neu, Dach mit Biberschwanzdeckung und Dachgauben. | 08972403 |
|                                         | Wohnhaus mit Einfriedung sowie Transformatorenstation | Bahnhofstraße 81 (Karte)              | Um 1935 | Weitestgehend original erhaltene Anlage mit architektonischer Qualität, als Zeugnis der frühen Stromversorgung von ortsgeschichtlicher Bedeutung. - Wohnhaus: Klinkersockel, originaler Putz, alle Fensterläden erhalten, Walmdach mit alter Biberschwanzdeckung, originale Haustür - Transformatorenstation: zweigeschossiger Putzbau, Putz original, Walmdach mit alter Biberschwanzdeckung, technische Ausstattung nach 1999 entfernt, originaler Hochspannungsmast vor 2014 abgebrochen - Einfriedung: Klinkersockel mit Klinkerpfosten, dazwischen Metallgitter | 08972289 |
|                                         | Villa Frohberg (mit Freitreppe), Pflanzenhaus (mit Teesalon und Baderaum), Villengarten (Gartendenkmal) mit Grotte, Ruine, grottiertem Sitzplatz und künstlichem Wasserlauf, außerdem Brunnen, Pumpe und Einfriedung | Bahnhofstraße 115 (Karte)             | Um 1880 | Architektonisch bemerkenswerte, weitestgehend original erhaltene historistische Anlage von Seltenheitswert, Zeugnis großbürgerlicher Lebensweise im 19. Jahrhundert, baugeschichtlich und gartenkünstlerisch von Bedeutung. - Villa: zweigeschossiger neogotischer Bau, Bruchsteinmauerwerk mit Putzfassade, Mittelrisalit mit gestuftem Giebel und Zinnenbesatz, neogotische Putzgliederung, Freitreppe zum vor dem Haus liegenden Garten mit schmiedeeisernem Geländer, kastellartige Bekrönung des gesamten Gebäudes, an Gartenseite Turmanbau (ehemals mit Pyramidendach), vordere Haustür und Fenster erneuert - Villengarten: gut erhaltener, formal gestalteter Garten mit üppiger Ausstattung von Seltenheitswert, regelmäßiges Wegesystem mit Rondell, Zufahrt und in Gebäudenähe gepflastert, sonst mit wassergebundener Decke, teilweise überwachsen, aber noch ablesbar, prägender Altgehölzbestand, im Vorgarten Blaustern-Bestände, vier Blumenschalen aus Kunststein auf jeweils einem Postament aus Muschelkalk (vermutlich 1920er Jahre), kleine Felspartie im südlichen Garten - Pflanzenhaus mit Teesalon und Baderaum: Ziegelbau, Pflanzenraum mit hohen Rundbogenfenstern und gläserner Kuppel, Innenraum grottiert (Beton), Gerüst der Lichtkuppel erhalten, Eingang flankiert von zwei gusseisernen korinthischen Säulen, originale Fenster und Türen, vor Gebäude Beete mit Einfassung aus Korallenstein - Ruine: künstliche, gotische Burgruine mit angrenzendem kleinen Steinwald, beides aus Korallengestein, über Erdgeschoss „Reste“ des ersten Obergeschosses als Aussichtsplattform, originale Eingangstür, Brüstung teilweise beschädigt, Bewehrung liegt teilweise offen - Grotte: aus Korallengestein mit künstlicher Quelle, künstlicher kleiner Wasserlauf, der in das Wasserbecken vor der Grotte mündet, grottierter Sitzplatz: durch Korallengestein eingefriedete Sitznische mit Rindenbank und passendem Tisch - Einfriedung: schmiedeeisern mit Sandsteinpfosten im Vorgartenbereich, im südlichen Garten Holzlattenzaun, im Einfahrtsbereich verputzte Ziegelmauer (Tore fehlen), Brunnen mit Pumpe | 08972288 |
|                                         | Lagerhalle | Bahnhofstraße 118 (Karte)             | Um 1965 | Durch innenliegende Tragkonstruktion (Stahlträger) und schmale Profile filigrane Wirkung der vollständig verglasten, flächigen Fassade, damit ein qualitätvolles technisches Denkmal der DDR-Zeit, ehemals zum Kreisbetrieb Landtechnik gehörend, baugeschichtlich und technikgeschichtlich von Bedeutung. Gemauerter Sockelbereich, sonst durchgehend verglast, flaches Satteldach, innenliegende Tragkonstruktion, schmale Fassade, Profile zwischen den Scheiben, Rhythmisierung durch Fallrohre, ehemals zum Kreisbetrieb für Landtechnik (MTS = Maschinen-Traktoren-Station) gehörend. | 08972402 |
| Weitere Bilder                          | Meilenstein | Bahnhofstraße 130 (gegenüber) (Karte) | Nach 1859 | Königlich-Sächsischer Meilenstein, Stationsstein, Anfangs- und Endpunkt der Postkurse Oschatz und Wurzen bzw. Torgau und Wermsdorf, verkehrsgeschichtlich von Bedeutung. Sandstein, mit halbrundem Abschluss, Krone, Inschriften Vorderseite „Bahnhof Luppa“, Rückseite „Dahlen 0,25 M. Torgau 3,33 M. Oschatz 1,96 M. Wermsdorf 1,19 M. Wurzen 2,70 M. Leipzig 6,15 M.“, Informationstafel am Sockel der Säule angebracht, 2011 restauriert, Stationsstein als Anfangs- und Endpunkt von 1859 bis 1865 an den Postkursen Nummer 73 – 76 aus Oschatz und Wurzen bzw. Torgau und Wermsdorf. | 08972287 |
| Weitere Bilder                          | Jugendherberge | Belgernsche Straße 25 (Karte)         | 1939 | Stattlicher Fachwerkbau im Heimatstil, baugeschichtlich und sozialgeschichtlich von Bedeutung. Zweigeschossiger Bau mit hohem Walmdach, Erdgeschoss massiv (verputzt), Obergeschoss Fachwerk, zweigeschossiges Dach mit Dachhäuschen, Freitreppe mit original Granitstufen. Innen: Eingangshalle mit bruchsteinverkleideten Stützen, originales Treppenhaus, teilweise originale Türen, Fußbodenfließen, Wandpaneele, Holzdecken, im Obergeschoss und Dachgeschoss im Treppenhaus Fachwerkwände. Neue Fenster und Haustür, neuer Putz und neue Deckung (Biberschwanzdeckung). Erste neu errichtete Jugendherberge seit Gründung des DJH 1909, identisches Gebäude in Frauenstein. | 08972329 |
| Weitere Bilder                          | Zwei Erdkeller | Belgernsche Straße 44 (neben) (Karte) | 1838 | Weitgehend original erhaltene, regionaltypische Kelleranlagen, sozialgeschichtlich von Bedeutung. Bruchsteinmauerwerk, ein Keller mit Tonnengewölbe, Schlussstein von Eigentümer gesichert. | 08973571 |
|                                         | Hydrant | Bornstraße 7 (vor) (Karte)            | Um 1900 | Frühes Zeugnis der öffentlichen (Lösch-)Wasserversorgung von Dahlen, ortsgeschichtlich von Bedeutung. Sogenannter Überflurhydrant, auch Landhydrant, konisch zulaufender Schaft mit Beschlagwerk. | 08972389 |
|                                         | Ehemaliges Verwaltungsgebäude der AOK | Gartenstraße 4 (Karte)                | 1929 | Im Stil der Neuen Sachlichkeit, Architekt: Hugo Koch, Nerchau, baugeschichtlich von Bedeutung. Dreigeschossig, verputzt, Bruchsteinsockel, Flachdach, Mittelteil der Fassade zurückgesetzt, Hauseingang und Treppenhausfenster mit zeittypischen Rahmungen, begleitet von Rundfenstern, Umbauten u. a. an den rückwärtigen Liegeterrassen. | 08967600 |
| Weitere Bilder                          | Speicherbau | Hainstraße 8 (Karte)                  | Um 1920 | Weitgehend original erhaltenes Gebäude mit architektonischem Anspruch, als ehemaliger Getreidespeicher Relikt der frühen gewerblichen Nutzung des Bahnhofsgebietes, baugeschichtlich und ortsgeschichtlich von Bedeutung. Langgestreckter eingeschossiger Putzbau mit Satteldach (Biberschwanzdeckung), Gebäude mit umlaufender Verdachung der Laderampen, Turm als Kopfbau mit steilem Walmdach mit oktogonalem dachreiterähnlichen Aufsatz und Dachhäuschen. | 08972401 |
|                                         | Ehemaliges Hospital | Hospitalstraße 3, 5 (Karte)           | Um 1850 | Breit gelagerter Putzbau mit Walmdach, baugeschichtlich und ortsgeschichtlich von Bedeutung. Zweigeschossig, schlichte Fassade durch gleichmäßige Fensterreihen geprägt, mittig angeordnete Haustür mit profilierter Rahmung und gerader Verdachung. | 08967598 |
|                                         | Scheune | Hospitalstraße 8a (Karte)             | Um 1800 | Stattliche Scheune, baugeschichtlich und wirtschaftsgeschichtlich von Bedeutung. Mauerwerk in Bruchstein und Ziegel, verputzt, Krüppelwalmdach. | 08967599 |
| Weitere Bilder                          | Evangelische Stadtkirche Unser Lieben Frauen (Sachgesamtheit) | Kirchstraße (Karte)                   | 13. Jahrhundert | Sachgesamtheit Evangelische Stadtkirche Unser Lieben Frauen, mit folgenden Einzeldenkmalen: Kirche, Grabstellen (von Sahrer, Grabsteine an Südwand der Kirche, Sandsteinstele), Einfriedung und Denkmal für die Gefallenen des Ersten Weltkrieges (siehe Einzeldenkmal 08972383) sowie Lindenreihe nördlich des Kirchhofes (Gartendenkmal), außerdem Wegepflasterung und Kirchhof als Sachgesamtheitsteile; baugeschichtlich und ortsgeschichtlich von Bedeutung | 09305501 |
| Weitere Bilder                          | Kirche, Grabstellen (von Sahrer, Grabsteine an Südwand der Kirche, Sandsteinstele), Einfriedung und Kriegerdenkmal (Einzeldenkmale der ID-Nr. 09305501)                                                              | Kirchstraße (Karte)                   | 13. Jahrhundert und später (Kirche); 19./20. Jahrhundert (Grabplatten Sahrer von Sahr); 1. Hälfte 19. Jahrhundert (Sandsteinstele); frühes 20. Jahrhundert (Grabsteine an Südwand); nach 1918 (Kriegerdenkmal) | Sachgesamtheit Evangelische Stadtkirche Unser Lieben Frauen; dreischiffige, gotische Hallenkirche, baugeschichtlich und ortsgeschichtlich von Bedeutung. - Kirche mit Ausstattung: dreischiffige Hallenkirche, vermutlich romanischer Westbau, Chor nach 1475, Halle 1595, Neugestaltung Westfassade und Erneuerung des Turmes 1862/63, verputzter Bruchsteinbau, eingezogener Chor, querrechteckige Doppelturmanlage mit einem Turm, Renaissanceportal - Einfriedung: Bruchsteinmauerwerk, teilweise als Stützmauern ausgebildet, möglicherweise Teil einer Stadtbefestigung - Grabstellen: - Sahrer von Sahr (19./20. Jahrhundert) - Grabsteine an Südwand der Kirche (frühes 20. Jahrhundert) - Sandsteinstele (1. Hälfte 19. Jahrhundert) - Kriegerdenkmal Erster Weltkrieg: Granitstele mit bekrönender Kugel | 08972383 |
| Weitere Bilder                          | Luthereiche | Kirchstraße (Karte)                   | 1846 | Die Luthereiche in Dahlen wurde anlässlich des 300. Todestag Martin Luthers gepflanzt. Sie erinnert an Luther selbst, an ein 1846 weit verbreitetes und kirchlich/religiös bedeutsames Gedenken sowie an ein für den Ort Dahlen wichtiges Ereignis. Sie ist somit personengeschichtlich, kulturgeschichtlich und ortsgeschichtlich bedeutend. | 09305744 |
| Weitere Bilder                          | Wohnhaus mit Sonnenuhr in geschlossener Bebauung und Ecklage sowie Nebengebäude | Kirchstraße 1 (Karte)                 | 2. Hälfte 18. Jahrhundert | Repräsentatives, barockes Bürgerhaus an der Ecke zum Marktplatz mit Sonnenuhr, baugeschichtlich und platzbildprägend von Bedeutung. - Wohnhaus: zweigeschossiger Putzbau mit Mansarddach (Biberschwanzdeckung), Putzgliederung, Putzspiegel, alte Fenster, im Obergeschoss teilweise Winterfenster, im Erdgeschoss marktseitig nachträglich eingebaute Ladenfenster, ein originales Fenster, eine alte Haustür mit Oberlicht, eine Haustür erneuert, Sonnenuhr - im Winkel (entlang der Kirchstraße) angebautes eingeschossiges Nebengebäude: mit Satteldach und Fledermausgaube | 08972396 |
|                                         | Ehemalige Schule in offener Bebauung | Kirchstraße 24, 26 (Karte)            | Um 1850 | Stattlicher Putzbau mit Walmdach, baugeschichtlich und ortsgeschichtlich von Bedeutung. Zweigeschossiger massiver Bau, 14 zu 4 Achsen, Ecklisenen, Walmdach mit jüngeren Gauben, Biberschwanzdeckung, Fenster denkmalgerecht erneuert, Putz vereinfacht erneuert. | 08973566 |
| Weitere Bilder                          | Pfarrhof mit Pfarrhaus, Scheune und Einfriedung | Kirchstraße 25 (Karte)                | Mitte 18. Jahrhundert (Pfarrscheune); um 1875 (Pfarrhaus und Einfriedung) | Pfarrhaus Putzbau mit flachem, übergiebeltem Mittelrisalit und aufwendiger Gliederung, als Pfarrhof von baugeschichtlicher und ortsgeschichtlicher Bedeutung. - Pfarrhaus: zweigeschossiger Putzbau mit Satteldach, Mittelrisalit, reiche Putzgliederung, Putzgewände, im Erdgeschoss Rundbogenfenster, originale Haustür - Scheune: Putzbau mit Krüppelwalmdach (Krempziegeldeckung) - Einfriedung: verputzter Mauersockel, Mauerpfeiler, dazwischen Holzlattensegmente, im Osten Mauerwerk (verputzt) mit Ziegelsteinabdeckung, drei Mauerpfosten (verputzt), zwei schlichte schmiedeeiserne Tore | 08972391 |
| Weitere Bilder                          | Herrenhaus eines Gutes | Ladestraße 3 (Karte)                  | Um 1878 | Zeittypischer Putzbau mit Drempel und Veranda, baugeschichtlich von Bedeutung. Eingeschossig, Freigespärre im Dachbereich, flache Dachneigung, originaler hölzerner Anbau mit zum Teil noch originalem Glas, zwei spätere Anbauten, davon ein Altan mit Putznutung, leicht gestuftes Gewände aus Naturstein, so auch Sohlbänke, originale Putzgliederung (schlichte Putzbänder und Ecklisenen), zum Teil noch Fensterverdachungen, originale Tür mit schmiedeeisernem Gitter zum Anbau. Anbau: alte Fensterläden, alte Holztreppe, originale schmiedeeiserne Geländer mit hölzernem Treppenlauf. | 08972438 |
| Weitere Bilder                          | Bahnhof mit Empfangsgebäude mit Zwischenbau zum Toilettenhäuschen sowie Bahnmeisterhaus mit nördlich angebautem Nebengebäude                                                                                         | Ladestraße 6b (Karte)                 | 1881 | Bahnhof der ersten Bahnstrecke Leipzig–Dresden von 1838 sowie wichtiger Güterbahnhof der landwirtschaftlich geprägten Region Dahlen (siehe auch 08972401), verkehrs- und ortsgeschichtliche Bedeutung, um 1880 bis 1900 umgebauter Personenbahnhof. Güterschuppen und Verladerampe kein Denkmal. - Empfangsgebäude: zweigeschossiger Putzbau im Schweizer Stil mit hölzernem eingeschossigen Zwischenbau (Warte- und Schalterhalle) mit zu den Gleisen hin gesprosster Glasfront (Reste der originalen gepressten und geätzten farbigen Gläser vor 2014 entfernt), eingeschossiges Toilettenhäuschen mit Sandsteingewänden, massiver Eingangsbereich mit originale Eingangstür, flach geneigtes Satteldach (Dachpappe), teilweise originale Türen, qualitätvolle Holzdecke in der ehemaligen Schalterhalle, Fenster am Empfangsgebäude zum Teil erneuert, Putz erneuert - Bahnmeisterhaus: freistehend, Satteldach, originale Eingangstür, nördlich angebautes eingeschossiges Nebengebäude (ehemaliges Wirtschaftsgebäude) | 08972436 |
| Direkt Bild zu diesem Denkmal hochladen | Sowjetischer Ehrenfriedhof (Sachgesamtheit) | Lindenstraße 3 (gegenüber) (Karte)    | Nach 1945 | Sachgesamtheit Sowjetischer Ehrenfriedhof mit folgendem Einzeldenkmal: Ehrenmal (siehe Einzeldenkmal 08973575) sowie Friedhof mit Soldatengräbern und Einfriedung als Sachgesamtheitsteile; geschlossene Friedhofsanlage mit Mahnmal und Soldatengräbern, geschichtlich von Bedeutung. Einfriedung Mauersockel, Mauerpfosten, schlichte Metallgitter, Einzel- bzw. Mehrpersonengräber mit Kunststeineinfassung und -obelisken. In Flächengräbern ruhen 31 Gefallene der Frühjahrskämpfe 1945 (an anderer Stelle heißt es: Kriegsgefangene). | 09305525 |
| Direkt Bild zu diesem Denkmal hochladen | Ehrenmal (Einzeldenkmal zu ID-Nr. 09305525) | Lindenstraße 3 (gegenüber) (Karte)    | Nach 1945 | Einzeldenkmal der Sachgesamtheit Sowjetischer Ehrenfriedhof; Obelisk, bekrönt von Sowjetstern mit Hammer und Sichel, geschichtlich von Bedeutung. Im Zentrum der Anlage auf zweistufigem Podest der Obelisk aus Kunststein, bekrönt von Sowjetstern mit Hammer und Sichel. An der Vorderseite des Obelisk ehrende Inschrift. Material Beton, Höhe ca. 400 cm. | 08973575 |
|                                         | Pflaster des Marktplatzes | Markt (Karte)                         | Vermutlich 19. Jahrhundert | Weitestgehend original erhaltenes historisches Pflaster, ortsbildprägend von Bedeutung. Straßenpflaster unregelmäßig aus verschieden großen Steinen aus rotem Granit. | 08972337 |
|                                         | Wohnhaus in geschlossener Bebauung und Ecklage | Markt 1 (Karte)                       | 1. Hälfte 18. Jahrhundert, im Kern eventuell älter | Ehemalige Herberge und Ausspanne an der Kreuzung Alte Salzstraße und der Straße von Torgau nach Wittenberg, in seiner ursprünglichen Funktion von ortsgeschichtlicher Bedeutung durch das architektonisch hochwertige Sitznischenportal und als eines der wenigen weitestgehend original erhaltenen Gebäude des 18. Jahrhunderts von baugeschichtlicher Bedeutung für Dahlen, in seiner Lage an der höhergelegenen Seite des Marktes platzbildprägend. Zweigeschossiger Putzbau mit breiten Putzgewänden (zum Teil Sandsteingewände), Sitznischenportal (verziert mit Muscheln, Eierstab, Kyma und Kartusche), Reste von Ecklisenen. Ausstattung: Dachstuhl liegend, zum Teil geblattet, Walmdach mit Kronendeckung. | 08972336 |
| Weitere Bilder                          | Gasthaus „Zur grünen Tanne“ in geschlossener Bebauung und Ecklage | Markt 2 (Karte)                       | Um 1860 | Markanter Putzbau an der höher gelegenen Seite des Marktplatzes, als ehemaliger Gasthof von baugeschichtlicher und ortsgeschichtlicher Bedeutung. Zweigeschossig, hoher Sockel, hakenförmiger Grundriss, schlichte Fassadengestaltung, leichte Eckbetonung durch flache Risalite, Eingang nicht mittig, originale Haustür mit Oberlicht, Rundbogenfenster, Fenster und Putz erneuert, Walmdach mit Biberschwanzdeckung. | 08972334 |
| Weitere Bilder                          | Wohnhaus in geschlossener Bebauung | Markt 3 (Karte)                       | Um 1885 | Putzbau mit übergiebeltem Mittelrisalit und aufwändiger Fassadengestaltung, als Teil der Marktbebauung baugeschichtlich und platzbildprägend von Bedeutung. Zweigeschossig mit Ziegel-/Bruchsteinsockel, Betonung der Mittelachse durch Risalit, Balkon mit originalem Geländer im ersten Obergeschoss, reich verziertes Dachhäuschen (kannelierte Pilaster, Dreiecksgiebel, Obelisken und Schnecken), Putznutung im Erdgeschoss, Fenster zum Teil erneuert, Satteldach mit Biberschwanzdeckung. | 08972335 |
| Weitere Bilder                          | Rathaus, Nebengebäude im Hof, Hofpflaster und Gartentreppe | Markt 4 (Karte)                       | Bezeichnet mit 1888 (Rathaus); Ende 19. Jahrhundert (Nebengebäude) | Historistische Klinkerfassade im Stil der französisch/holländischen Neorenaissance, baugeschichtlich und ortsgeschichtlich von Bedeutung, durch seine erhöhte Lage und reiche Fassadengestaltung platzbildprägend. Zweigeschossige Klinkermischfassade, mit Tordurchfahrt, hoher Bruchsteinsockel, repräsentativer Eingangsbereich mit Treppe zur Vorhalle, Giebel auf der Marktseite (Traufseite) mittig mit Uhr, Wappen, verzierte Zuganker, zahlreiche Sandsteinelemente, getreppte Giebel (mit Blitzableiter geschmiedet) bezeichnet mit 1888, Dach mit Dachreiter und Dachhäuschen, Fallrohre an beiden Seiten mit vasenförmigem Abschluss, Fenstergitter, alte Türen. Ausstattung: Treppenhaus mit Geländer, Fußbodenfliesen, Decken- und Wandbemalung, Bleiglasfenster zur Hofseite. Altes Pflaster in der Tordurchfahrt und im Hof, eingeschossiges Seitengebäude mit Mauer in Klinkermischbauweise, Sandsteintreppe zum Fluss mit Postamenten und flankierenden Mauern. | 08972333 |
| Weitere Bilder                          | Wohnhaus in geschlossener Bebauung | Markt 5 (Karte)                       | Um 1912 | Putzfassade mit Reformstilelementen aus der Zeit um 1910, als Teil der Marktbebauung baugeschichtlich und platzbildprägend von Bedeutung. Dreigeschossiger massiver Putzbau, Satteldach mit Biberschwanzdeckung (erneuert), zwei Dachhäuschen im Schweizer Stil, kleiner geschweifter Zwerchgiebel mit Okulus und Girlande, Obergeschosse mit Lisenengliederung, Putzfaschen, Erker, Fenster und Eingangstüren erneuert. | 08973563 |
| Weitere Bilder                          | Wohnhaus in geschlossener Bebauung, seitlich überbaute Tordurchfahrt und Seitengebäude eines Ackerbügerhofes | Markt 6 (Karte)                       | Um 1820 (Ackerbürgerhaus); um 1860 (Auszugshaus) | Wohnhaus mit Sichtfachwerk im Obergeschoss, als großer Ackerbürgerhof in zentraler Lage baugeschichtlich und ortsgeschichtlich von Bedeutung, als Teil der Marktbebauung platzbildprägend. - Bauernhaus: zweigeschossiger Bau mit Fachwerk (verbrettert) im Obergeschoss, Erdgeschoss massiv, verputzt; Ausstattung: Haustür neu, Fenster zum Teil erneuert, Obergeschoss zum Teil noch mit Winterfenstern; einseitiges Krüppelwalmdach, Falzziegel, Tordurchfahrt mit altem Fenster - Seitengebäude (Wohnstallhaus) im Innenhof: mit Kumthalle, schlichte Putzfassade (Bruchstein), Traufe mit Backstein, zum Teil Sandsteingewände, Biberschwanzdeckung | 08972332 |
|                                         | Hintergebäude eines Ackerbürgerhofes | Markt 13 (Karte)                      | Um 1820 | Baugeschichtlich von Bedeutung. Zweigeschossiger Bau, Erdgeschoss hofseitig Bruchstein, hofabgewandte Seite in Fachwerk mit Ziegelausfachung, Obergeschoss und Giebel verbrettertes Fachwerk, Satteldach neu gedeckt, Fenster zum Teil original, Umbauten im Inneren 1920er Jahre. Bis 2004 irrtümlich unter Markt 19 erfasst. | 08972331 |
|                                         | Wohnhaus in geschlossener Bebauung und Ecklage | Markt 15 (Karte)                      | Um 1870 | Zeittypischer Putzbau mit Laden, baugeschichtlich von Bedeutung, durch seine Ecklage am Marktplatz platzbildprägend. Wohnhaus mit Laden am Marktplatz, zweigeschossiger Bau mit Putznutung im Erdgeschoss, Putzritzungen im ersten Obergeschoss, Geschosse getrennt durch profiliertes Gesims, Traufe profiliert, Sockel, neue Biberschwanzdeckung, Dachhäuschen mit Holzverblendungen im Schweizer Stil, Fenstergewände leicht profiliert (Putz), Fenster und Türen erneuert, Durchgang mit Schaufenstern erneuert, Grundriss hakenförmig, Haustür denkmalgerecht erneuert. | 08972330 |
| Weitere Bilder                          | Villa | Max-Hupfer-Straße 4 (Karte)           | Um 1910 | Eine der wenigen Villen Dahlens, weitgehend original erhaltenes historisches Gebäude mit architektonischer Qualität, baugeschichtlich von Bedeutung. Zweigeschossiger Putzbau mit Natursteinsockel, Zierfachwerk im Obergeschoss, Ecktürmchen mit Spitzhelm, Jugendstilfenster, originale Fenster und Haustür, Kunststeingewände, flaches Mansarddach mit Biberschwanzdeckung, Schleppgauben, Anbau, Putz erneuert, Betonung der Ecken durch Putzquaderung. | 08972400 |
| Weitere Bilder                          | Schule (ohne Seitengebäude), Turnhalle und Freiraumgestaltung | Max-Hupfer-Straße 6 (Karte)           | Um 1900 | Architektonisch qualitätvoller Schulbau mit historistischer Fassade in Klinkermischbauweise, baugeschichtlich und ortsgeschichtlich von Bedeutung. - Schule: dreigeschossiger Bau in Klinkermischbauweise mit Putz- und Ziegelgliederung, über überhöhtem Mittelrisalit kleiner gestufter Giebel mit Uhr, Giebel flankiert von Schleppgauben, Walmdach mit zwei Schleppgauben, Eingangstür erneuert, originales Treppenhaus, Klassenzimmertüren, Windfangtüren (mit teilweise farbigem Pressglas) - Turnhalle: Klinkerbau mit Bruchsteinsockel, Putztraufe, Lisenengliederung, Walmdach mit Schleppgauben und Biberschwanzdeckung - Freiraumgestaltung: nördlich der Turnhalle und entlang der Westgrenze des Grundstücks Baumreihen aus Winter-Linden (Tilia cordata), nördlich des Schulgebäudes Baumrondelle aus Linden (Tilia spec.) und Berg-Ahorn (Acer pseudoplatanus), östlich der Schule Pflasterfläche aus rotem Granit | 08972399 |
| Weitere Bilder                          | Wohnhaus in offener Bebauung | Mühlgässchen 5 (Karte)                | Um 1810 | Weitgehend original erhaltenes Wohnhaus mit Fachwerkobergeschoss, baugeschichtlich von Bedeutung. Zweigeschossiger Bau, Krüppelwalmdach (Krempziegeldach), Erdgeschoss massiv, Giebel massiv, alte Haustür, Fenster denkmalgerecht erneuert, keine Gewände. | 08972385 |
| Weitere Bilder                          | Wohnmühlengebäude (Nr. 6) und Seitengebäude (Nr. 8) eines Mühlenanwesens | Mühlgässchen 6, 8 (Karte)             | Um 1865 | Weitestgehend original erhaltene Anlage in der Nähe des Schlosses, als ehemalige Mühle baugeschichtlich und technikgeschichtlich von Bedeutung. - Mühle: zweigeschossiger Putzbau mit Satteldach, Biberschwanzdeckung mit drei Fledermausgauben, Putzgewände, Gurtgesims, Zwillingsfenster im Giebel, alte Fenster, zwei davon zugesetzt - Seitengebäude: Bruchsteinmauerwerk, verputzt, Satteldach | 08972386 |
| Weitere Bilder                          | Wohnhaus in halboffener Bebauung, Einfriedung und Hofpflaster | Oschatzer Straße 3 (Karte)            | 2. Hälfte 18. Jahrhundert | Wohnhaus mit hofseitigem Sichtfachwerk im Obergeschoss, baugeschichtlich von Bedeutung. - Wohnhaus: zweigeschossiger Bau mit Krüppelwalmdach, gesamte Straßenseite und Erdgeschoss massiv, Obergeschoss dreiseitig in Fachwerk (an einer Giebelwand verkleidet), Fenster erneuert und Fensteröffnungen vergrößert, Haustür erneuert, im Inneren teilweise Lehmdecken - Kopfsteinpflaster des Hofes - Einfriedung: verputztes Mauerwerk, Mauerpfeiler | 08972394 |
| Weitere Bilder                          | Wohnhaus in halboffener Bebauung | Oschatzer Straße 14 (Karte)           | 1. Hälfte 19. Jahrhundert | Weitgehend original erhaltener, zeittypischer Putzbau, baugeschichtlich von Bedeutung. Zweigeschossiger massiver Bau, Krüppelwalmdach (Pappdeckung), Putzgliederung (Eckquaderung), Sandsteingewände, Haustür und Fenster erneuert. | 08973568 |
|                                         | Wohnhaus in offener Bebauung, Nebengebäude, Torpfosten und Hofpflaster | Oschatzer Straße 17 (Karte)           | Bezeichnet mit 1823 (Wohnhaus); 2. Hälfte 19. Jahrhundert (Nebengebäude und Pflaster) | Gebäude mit original erhaltener, schöner Kubatur, baugeschichtlich von Bedeutung, durch Lage am breiten Straßeneingang straßenbildprägend. - Wohnhaus: zweigeschossiger Putzbau mit Krüppelwalmdach (Pappdeckung), Putz erneuert, Putzgewände, alte Galgenfenster, Eingang mit Sandsteingewänge (jünger), Haustür erneuert, Hofportal aus Sandstein (bezeichnet mit 1823) - Hofgebäude: zweigeschossiger massiver Putzbau, hakenförmiger Grundriss, Satteldach (Asbestplatten) - Torpfosten: geputztes Mauerwerk, Ziegelabdeckung - Pflaster: unregelmäßig versetzte Granitsteine | 08973567 |
| Weitere Bilder                          | Schloss, Rittergut und Schlosspark Dahlen (Sachgesamtheit) | Schloßstraße 22, 24, 26 (Karte)       | 1744–1751 | Sachgesamtheit Schloss, Rittergut und Schlosspark Dahlen, mit den Einzeldenkmalen: Schloss, Remise, Einfriedung, Grotte (siehe Einzeldenkmale 08972425, Schloßstraße 22), Wirtschaftsgebäude (siehe Einzeldenkmal 08972426, Schloßstraße 24), Wirtschaftsgebäude (siehe Einzeldenkmal 08972439, Schloßstraße 26) und Schlosspark mit vier Teichen, zwei Alleen sowie Küchengarten (Gartendenkmale); baugeschichtlich, ortsgeschichtlich und gartenkünstlerisch bedeutende Schloss- und Rittergutsanlage mit Landschaftspark | 09305510 |
| Weitere Bilder                          | Schloss als Dreiflügelanlage, Remisengebäude, Einfriedung sowie Grotte (Einzeldenkmale der ID-Nr. 09305510) | Schloßstraße 22 (Karte)               | 1744–1751 (Schloss); 18. Jahrhundert und später (Stützmauer); Mitte 18. Jahrhundert (Grotte) | Einzeldenkmale der Sachgesamtheit Schloss, Rittergut und Schlosspark Dahlen; architektonisch hochwertige Schlossanlage mit baugeschichtlicher, kunstgeschichtlicher und regionalgeschichtlicher Bedeutung. - Schloss: zweigeschossiger Bau (Bruchsteinmauerwerk mit Sandsteingewänden, zum Teil noch mit Resten barocker Ohren), H-förmiger Grundriss, Notdach, profilierte und scharrierte Sandsteingewände der Türen (mit rocailleartiger Muschel), Rechteckfenster im Erdgeschoss, im Obergeschoss Segmentbogenfenster, Fenster, Türen, Dach und Putz fehlen, im Inneren ruinöse breite Treppenanlage, Reste von Stuckreliefs (Landschaften, Putti) und Reste von Kaminen, Stützmauer im Schlosspark aus Bruchstein - Remise: eingeschossiger massiver Putzbau, Biberschwanzdeckung, Schleppgauben - Einfriedung: Mauer mit schmiedeeisernem Tor, Torpfosten mit bekrönenden Vasen - Grotte: östlich des Schlosses, Gewölbe und drei Rundbogenöffnungen, Reste eines Brunnenbeckens unterhalb der mittleren Fensteröffnung, anschließende Terrassen und Stützmauern sowie Resten der Balustrade | 08972425 |
|                                         | Wirtschaftsgebäude eines ehemaligen Rittergutes (Einzeldenkmal der ID-Nr. 09305510) | Schloßstraße 24 (Karte)               | 18. Jahrhundert | Einzeldenkmal der Sachgesamtheit Schloss, Rittergut und Schlosspark Dahlen; qualitätvoller, leicht konkav ausgerichteter Putzbau, aufgrund seiner ursprünglichen Zugehörigkeit zum Rittergut baugeschichtlich und ortsgeschichtlich von Bedeutung. Segmentbogenförmiger Grundriss, zweigeschossiger Putzbau mit Sandsteingewänden, Walmdach mit Kronendeckung und breiten Fledermausgauben. | 08972426 |
| Weitere Bilder                          | Wirtschaftsgebäude eines ehemaligen Rittergutes (Einzeldenkmal der ID-Nr. 09305510) | Schloßstraße 26 (Karte)               | 2. Hälfte 18. Jahrhundert | Einzeldenkmal der Sachgesamtheit Schloss, Rittergut und Schlosspark Dahlen; weitgehend original erhaltener Putzbau, aufgrund seiner ursprünglichen Zugehörigkeit zum Rittergut baugeschichtlich und ortsgeschichtlich von Bedeutung. Eingeschossiger Putzbau (Bruchstein), Walmdach mit alter Biberschwanzdeckung und Fledermausgauben, Sandsteingewände, alte Fenster, zugesetzter Bogen mit alter Haustür und neu eingebauten Oberlichten, (neuer Anbau an Nordseite). | 08972439 |
| Weitere Bilder                          | Diakonat, Nebengebäude und Einfriedung | Strehlaer Straße 2 (Karte)            | 1889 | In seinem Erscheinungsbild weitgehend original erhaltenes Gebäude, als Diakonat baugeschichtlich und ortsgeschichtlich von Bedeutung. - Diakonat: zweigeschossiger Putzbau mit Sockel aus Bruchstein, Natursteingewände, Walmdach mit Biberschwanzdeckung, reduzierte Putzgliederung, alte Fenster und Haustür, profiliertes Traufgesims - Nebengebäude: eingeschossiger Putzbau (Bruchstein) mit Satteldach (Biberschwanzdeckung) - Einfriedung: Bruchsteinmauerwerk mit schmiedeeisernem Zaun, Treppenanlage | 08972390 |
|                                         | Wohn- und Schlossereiwerkstattgebäude in offener Bebauung und Einfriedung | Südstraße 1 (Karte)                   | Um 1902 | Als ehemalige Schlosserei weitestgehend original erhaltenes Zeugnis der Industrialisierung in Dahlen. - Wohn- und Werkstattgebäude: zweigeschossiger Putzbau mit Satteldach und Biberschwanzdeckung, Bruchsteinsockel, Traufgesims Ziegel, Erdgeschoss Werkstattbereich, Obergeschoss Wohnbereich, teilweise originale Fenster, originale Haustür mit Oberlicht und Drückergarnitur, verzierte Ankerköpfe, originale Putzgliederung über Fenster im Erdgeschoss, Schlussstein aus Sandstein; innen: Bodenfliesen, Windfangtür mit Ätzglas - Einfriedung: schmiedeeiserne Einfriedung auf Bruchsteinsockel, originale Bruchsteinpfosten mit Bekrönung aus Sandstein | 08972375 |
| Weitere Bilder                          | Mietshaus in offener Bebauung und zwei Torpfeiler | Südstraße 7 (Karte)                   | Bezeichnet mit 1908 | Weitestgehend original erhaltenes Zeugnis des Dahlener Mietshausbaus mit Jugendstileinflüssen, baugeschichtlich und ortsentwicklungsgeschichtlich von Bedeutung. Putzbau über Sandsteinsockel, flacher und übergiebelter Mittelrisalit, zur Gartenstraße stumpfe Ecke mit Giebelbekrönung, dort bezeichnet mit 1908, jugendstilbeeinflusste Putzgewände, originale Haustür mit Oberlicht. | 08972374 |
| Weitere Bilder                          | Wohnhaus in halboffener Bebauung mit Vorgarten, Einfriedung und Treppenstufen | Töpferplatz 6 (Karte)                 | Um 1820 | Durch seine Lage zum Töpferplatz hin von platzbildprägender Wirkung, durch seinen weitestgehend erhaltenen Originalzustand ein äußerst anschauliches Beispiel des ehemals ackerbürgerlichen Charakters Dahlens mit baugeschichtlicher Bedeutung. - Wohnhaus: zweigeschossiger Putzbau, Erdgeschoss Bruchstein, Obergeschoss zum Töpferplatz Fachwerk, Gartenseite massiv, alte Farbfassung (orange rostrot, Putzfaschen ockergelb), Fensteröffnungen im Erdgeschoss zum Teil vergrößert, Fenster im Obergeschoss alt, Haustür neu, Walmdach mit Krempziegel; Stufen: Natursteinplatten auf Bruchstein - Vorgarten: Einfriedung bestehend aus Stützmauer aus Bruchsteinmauerwerk mit Ziegelabschluss, Lattenzaun nicht mehr vorhanden, Spalier mit Kletterrose und Echtem Wein. | 08972404 |
|                                         | Wohnhaus in offener Bebauung | Weststraße 3 (Karte)                  | Um 1935 | Weitestgehend original erhaltenes qualitätvolles Gebäude, eines der wenigen erhalten gebliebenen Zeugnisse bürgerlichen Bauens in Dahlen der 1930er Jahre, baugeschichtlich von Bedeutung. Zweigeschossiger Putzbau mit Klinkersockel, geschweiftes Walmdach, originale Haustür und Fenster, Fenster im Treppenhaus mit zeittypischem Ätzglas, originaler Putz, originale Balkon- und Terrassengeländer, originales Garagentor. | 08972372 |
| Weitere Bilder                          | Wohnstallhaus und Einfriedung eines Dreiseithofes | Weststraße 16 (Karte)                 | Um 1850 | Weitgehend original erhaltenes Zeugnis der ackerbürgerlichen Vergangenheit Dahlens, baugeschichtlich von Bedeutung, durch seine Platzlage auf einer Geländeerhebung von besonderer ortsbildprägender Wirkung. - Wohnstallhaus: zweigeschossiger Putzbau, Satteldach mit Kronendeckung, alte, teilweise originale Fenster, Haustür erneuert, im Obergeschoss teilweise Gewände entfernt, eine Fensteröffnung verändert - Einfriedung: Bruchsteinmauerwerk (verputzt), Ziegelsteinabdeckung | 08972290 |
| Weitere Bilder                          | Wohnhaus in geschlossener Bebauung mit Hinterhaus | Wurzener Straße 1 (Karte)             | Mitte 17. Jahrhundert und später (Wohnhaus); um 1850 (Hinterhaus) | Architektonisch qualitätvoller Putzbau, beherbergt heute das Heimatmuseum, baugeschichtlich und ortsgeschichtlich von Bedeutung. - Wohnhaus: zweigeschossiger Putzbau mit verputztem Sockel, steiles Satteldach mit Krempziegeln, farbige Fassung: ockergelb mit braunen Putzgewänden im Obergeschoss, Türgewände aus Sandstein mit Schlussstein, Haustür neu, alte Fenster, veränderte Toreinfahrt, im Durchgang alte Türen mit originalen Beschlägen - Hinterhaus: zweigeschossiger Putzbau mit alten Fenstern im Obergeschoss, Haustür klassizistisch, Oberlichte fehlen | 08972410 |
|                                         | Haustür mit Türgewände und Treppenstufen | Wurzener Straße 3 (Karte)             | Um 1820 | Ein weitestgehend original erhaltenes klassizistisches Baudetail, handwerklich-künstlerisch von Bedeutung. Haustür braun-weiß gefasst, zweiflügelige Tür mit Oberlichten (altes Glas), Türgewände: Korbbogen mit Schlussstein, Sandsteinstufen. | 08972411 |
|                                         | Wohnhaus in geschlossener Bebauung | Wurzener Straße 5 (Karte)             | 2. Hälfte 19. Jahrhundert | Wohnhaus mit qualitätvollem klassizistischen Portal und weitgehend original erhaltener Fassadengestaltung aus der zweiten Hälfte des 19. Jahrhunderts, baugeschichtlich und städtebaulich von Bedeutung. Zreigeschossiger Putzbau mit Putzsockel, Satteldach, Erdgeschoss mit Putznutung, schlichte Putzgliederung, Putzspiegel unterhalb der Fenster im ersten Obergeschoss, Fenster erneuert, Haustür original mit Oberlichten, spätere Ladeneinbauten. | 08972412 |
| Weitere Bilder                          | Gasthaus „Bräustübl“ in geschlossener Bebauung | Wurzener Straße 11 (Karte)            | Um 1860 | In seiner Funktion als Gasthaus ortsgeschichtlich bedeutsam und durch seinen weitestgehend erhaltenen Originalzustand ein wichtiges Zeugnis für das soziale Leben in Dahlen in der 2. Hälfte des 19. Jahrhunderts, baugeschichtlich und städtebaulich von Bedeutung. Zweigeschossiger Putzbau mit Drempelzone, Bruchsteinsockel, profilierte Putzgewände mit Sandsteinsohlbänken, Satteldach mit Biberschwanzdeckung, Erdgeschoss mit Putznutung, originale Haustür, Fenster erneuert, Reste einer Werbeaufschrift. | 08972406 |
| Weitere Bilder                          | Haustür | Wurzener Straße 17 (Karte)            | Um 1860 | Gut erhaltene und qualitätvolle klassizistische Tür, handwerklich-künstlerisch von Bedeutung. Haustür mit profiliertem hölzernen Gewände und originaler Drückergarnitur. | 08972408 |
| Weitere Bilder                          | Wohnhaus in offener Bebauung | Wurzener Straße 23 (Karte)            | Bezeichnet mit 1879 | Qualitätvoller Putzbau mit übergiebeltem Mittelrisalit und Drempelzone, baugeschichtlich von Bedeutung. Eingeschossig mit hohem Bruchsteinsockel, Anbau in Klinkermischbauweise, Mittelrisalit mit Zwerchhaus (Satteldach), leichte Putzgliederung der Fassade, Satteldach mit Dachpappe, Eckbetonung durch farbig variierende Eckquader, Fenster erneuert, Haustür neu, Veränderungen im Sockelgeschoss. Original: Rundbogenfenster über der Haustür, Fenster im Anbau. | 08972409 |

### Ehemalige Denkmäler (Dahlen)
| Bild           | Bezeichnung                                                                   | Lage                     | Datierung                           | Beschreibung | ID       |
| -------------- | ----------------------------------------------------------------------------- | ------------------------ | ----------------------------------- | --- | -------- |
| Weitere Bilder | Braugebäude und Fabrikantenwohnhaus einer ehemaligen Brauerei (Löwenbrauerei) | Bahnhofstraße 63 (Karte) | 1884 (Brauerei); um 1884 (Wohnhaus) | Als ehemalige Brauerei Dahlens von ortsgeschichtlicher Bedeutung. Löwenbrauerei 1884 gegründet, 1995 Betrieb eingestellt. - Braugebäude: verschiedene Bauabschnitte ab ca. 1880, Putzgliederung, Putz teilweise erneuert, Sockel Polygonalmauerwerk, einige originale Fenster, sonst später erneuert, Braugebäude Bruchsteinbau, mit Turm, darauf Wetterfahne (1884), Uhr im Giebel, alte Haustür, zweigeschossiges Torhaus zum Fabrikantenwohnhaus, Ziegelsteinbau, mit drei Fenstern im ersten Obergeschoss, Fenster erneuert, Fenstergesims, Durchfahrt, im Erdgeschoss zwei Fenster, Inschriften „Löwen Brauerei“ und „Brauerei Mälzerei“ - Fabrikantenwohnhaus: verputzter Klinkerbau, Satteldach, Putz erneuert, alte Haustür, zwei Schabracken erhalten (Stand 1999) Stand 2014: Uhr im Giebel nicht mehr vorhanden, Villenanbau abgebrochen, Schabracken sind nicht mehr vorhanden, Produktionsgebäude teilweise eingestürzt, Fenster nicht gesichert. Zwischen 2020 und 2024 aus der Denkmalliste gestrichen. | 08972373 |
| Weitere Bilder | Ackerbürgerhaus in halboffener Bebauung und winkliges Hofgebäude              | Kirchstraße 4 (Karte)    | Um 1820                             | Gut erhaltenes Zeugnis eines Ackerbürgerhofes mit charakteristischer Tordurchfahrt, baugeschichtlich und städtebaulich von Bedeutung. Zweigeschossiger Putzbau, Erdgeschoss massiv (Bruchstein), Obergeschoss vermutlich in Fachwerk, Satteldach mit Biberschwanzdeckung, alte Fenster, originale Haustür mit Oberlicht, Putzgewände, Tordurchfahrt, ein Fenster mit Klappläden, eine Giebelseite verbrettert, Hofgebäude nicht zugänglich. Im Oktober 2024 abgerissen. | 08972395 |

## Börln
| Bild           | Bezeichnung | Lage                                                                                | Datierung | Beschreibung | ID       |
| -------------- | --- | ----------------------------------------------------------------------------------- | --- | --- | -------- |
| Weitere Bilder | Schloss und Rittergut Börln (Sachgesamtheit) | Clara-Zetkin-Straße 1, 1a, 1b, 1c, 2, 3, 4, 6 (Ernst-Thälmann-Straße 16,17) (Karte) | Um 1730 und später (Rittergut); 18. Jahrhundert, später überformt (Wirtschaftsgebäude); vermutlich 2. Hälfte 18. Jahrhundert (Einfriedung); 1880 (Gutspark)                           | Sachgesamtheit Schloss und Rittergut Börln mit folgenden Einzeldenkmalen: Schloss (Nr. 1, 1a, 1b, 1c), zwei Wirtschaftsgebäude an der Nord- und Südseite des Ehrenhofes (Nr. 4 und das gegenüberliegende Gebäude), Gutsverwalterhaus einschließlich Stallanbauten (Nr. 3 und Ernst-Thälmann-Platz 16), Eiskeller und Orangerie (Nr. 2) (siehe Einzeldenkmal 08973462), ehemalige Wassermühle (siehe Einzeldenkmal 08972370, Clara-Zetkin-Straße 6), Gutspark und ehemaliger Küchengarten (Gartendenkmale) sowie folgenden Sachgesamtheitsteilen: Wirtschaftsgebäude (Ernst-Thälmann-Platz 17), ehemaliges Brunnenhäuschen nördlich des Schlosses, Einfriedungsmauer des Küchengartens, Einfriedungspfeiler entlang der Clara-Zetkin-Straße und Ehrenhof; Anlage von besonderer baugeschichtlicher, ortsgeschichtlicher und gartenkünstlerischer Bedeutung | 08972371 |
| Weitere Bilder | Schloss (Nr. 1, 1a, 1b, 1c), zwei Wirtschaftsgebäude an der Nord- und Südseite des Ehrenhofes (Nr. 4 und das gegenüberliegende Gebäude), Gutsverwalterhaus einschließlich Stallanbauten (Nr. 3 und Ernst-Thälmann-Platz 16) sowie Eiskeller und Orangerie (Nr. 2), Einzeldenkmale zu ID-Nr. 08972371 | Clara-Zetkin-Straße 1, 1a, 1b, 1c, 2, 3, 4 (Ernst-Thälmann-Platz 16) (Karte)        | 1617–1620 (ehemaliges Jagdschloss); 1617 (südliches Wirtschaftsgebäude); um 1730 und später (Gutsverwalterhaus); 19. Jahrhundert und früher (Wirtschaftsgebäude); um 1900 (Orangerie) | Einzeldenkmale der Sachgesamtheit Schloss und Rittergut Börln; Schloss stattlicher Putzbau mit Mittelrisalit, charakteristischem Mansarddach mit Dachhäuschen sowie Portal mit gesprengtem Giebel, von baugeschichtlicher sowie besonderer ortshistorischer Bedeutung. - Schloss: zweigeschossiger massiver Putzbau, Mittelrisalit, Mansarddach mit Biberschwanzdeckung, Dachhäuschen, Portal mit gesprengtem Giebel - südliches Wirtschaftsgebäude: zweigeschossiger, neunachsiger Putzbau mit Krüppelwalmdach mit alter Biberschwanzdeckung und Fledermausgauben, Sandsteingewände, Türeinbauten später, alte Fenster, Öffnungen im Erdgeschoss zum Teil zugesetzt - nördliches Wirtschaftsgebäude (ohne Nummer): zweigeschossiger Putzbau, vorne mit Walmdach (hinterer Teil später erneuert, Satteldach), Fenster und Türgewände fast alle erneuert - Gutsverwalterhaus mit Stallanbauten: dreigeschossiger kubischer Putzbau mit Mansardwalmdach, Erdgeschoss erneuert, erstes und zweites Obergeschoss mit schlichter Putzgliederung und alten Fenstern, Dach mit Dachhäuschen und Biberschwanzdeckung, Bau flankiert von eingeschossigen geputzten Flügeln (Ställe) mit hohem Walmdach (eine Seite mit Fledermausgauben), Fenster zum Teil erneuert - Orangerie: Putzbau, Satteldach, Ecken durch Putzquaderung betont, Verglasung der Südseite halbseitig erhalten, gesprosste, durch Kämpfer zweigeteilte Fensterbahnen zwischen Holzpfosten mit Basis und Kapitell - Eiskeller: westlich der Kirche, Bruchstein, Holztür | 08973462 |
|                | Ehemalige Wassermühle (Einzeldenkmal zu ID-Nr. 08972371) | Clara-Zetkin-Straße 6 (Karte)                                                       | 1732 | Einzeldenkmal der Sachgesamtheit Schloss und Rittergut Börln; heute Wohnhaus, stattlicher, regionaltypischer Fachwerkbau als Teil des Rittergutes und des historischen Ortsbildes, baugeschichtlich, ortsgeschichtlich und ortsbildprägend von Bedeutung. Erdgeschoss massiv, Obergeschoss Sichtfachwerk, Garageneinbau, ein Giebel massiv, Obergeschoss Fachwerk, Krüppelwalmdach mit Biberschwanzdeckung. | 08972370 |
|                | Pfarrhaus mit Einfriedung, Toreinfahrt und Wegpflaster zum Eingang | Ernst-Thälmann-Platz 4 (Karte)                                                      | Mitte 19. Jahrhundert | Als Pfarrhaus von ortsgeschichtlicher Bedeutung, durch den weitgehend originalen Erhaltungszustand und seine Lage am Platz von straßenbildprägender Wirkung. - Pfarrhaus: zweigeschossiger, gelber Putzbau mit schlicht profilierten, weißen Sandsteingewänden, Krüppelwalmdach mit neuer Deckung, alte Fenster, Haustür neu - Einfriedung: Mauer mit großen Torpfosten mit Sandsteinplatten als Abschluss - Pflaster: Natursteinpflaster hin zum Portal | 08972364 |
| Weitere Bilder | Denkmal für die Gefallenen des Ersten Weltkrieges | Ernst-Thälmann-Platz 4 (vor) (Karte)                                                | Nach 1918 | Ortsgeschichtlich von Bedeutung. Stele aus roten Gneisquadern auf Sockel, Kubus mit erhabenem Kreuz als Bekrönung, Namen, Geburts- und Sterbedaten sowie Inschrift. | 08972363 |
| Weitere Bilder | Kirche (mit Ausstattung), Kirchhof und Einfriedungsmauer mit Kirchhofstor, sieben Grabmale und Erbbegräbnis | Ernst-Thälmann-Platz 15 (Karte)                                                     | 15. Jahrhundert (Kirche); 1. Hälfte 18. Jh. und später (Grabmal); um 1850 (Erbbegräbnis)                                                                                              | Kirche verputzter Bruchsteinbau mit Westturm und barocker Haube, architektonisch qualitätvoller Bau, baugeschichtlich und ortsgeschichtlich von Bedeutung. - Kirche: verputzter Bruchsteinbau, eingezogener, halbrund geschlossener Chor, Lisenengliederung, Flachbogenfenster mit Schlussstein, Kirchhofsportal mit Schlussstein, dort bezeichnet mit 1732, Westturm über quadratischem Grundriss, im Obergeschoss oktogonal, Sakristei an der Nordseite - aufgelassener Kirchhof: mit bemerkenswerter Grabplatte neben Kirchenportal, sechs Grabmale an der westlichen Kirchhofsmauer aus dem 18./19. Jahrhundert (zum Teil sehr verwittert) - Erbbegräbnis östlich des Kirchenchors (sehr verwildert, um 1850): mit schmiedeeiserner Einfriedung und gotischer Pforte in einem Mauerrest - Einfriedungsmauer: mit qualitätvollen schmiedeeisernem Kirchhofstor und Torpfeilern in Form von Türmen mit Zinnen im neogotischen Stil | 08972369 |
| Weitere Bilder | Gutsverwalterhaus einschließlich Stallanbauten (Nr. 3 und Ernst-Thälmann-Platz 16), Einzeldenkmal zu ID-Nr. 08972371 | Ernst-Thälmann-Platz 16 (Clara-Zetkin-Straße 3) (Karte)                             | Um 1730 und später | Einzeldenkmal der Sachgesamtheit Schloss und Rittergut Börln; von baugeschichtlicher sowie besonderer ortshistorischer Bedeutung. Dreigeschossiger kubischer Putzbau mit Mansardwalmdach, Erdgeschoss erneuert, erstes und zweites Obergeschoss mit schlichter Putzgliederung und alten Fenstern, Dach mit Dachhäuschen und Biberschwanzdeckung, Bau flankiert von eingeschossigen geputzten Flügeln (Ställe) mit hohem Walmdach (eine Seite mit Fledermausgauben), Fenster zum Teil erneuert. | 08973462 |
| Weitere Bilder | Windmühle | Heydaer Straße 5 (gegenüber) (Karte)                                                | 1869 | Turmholländer, landschaftsprägender Mühlenbau, baugeschichtlich, technikgeschichtlich und ortsgeschichtlich von Bedeutung. Auf kreisförmigem Grundriss sich verjüngender Turm, Bruchsteinmauerwerk, verputzt, alte Tür, Wandöffnungen mit flachem Entlastungsbogen, anstelle des Mühlenkopfes flaches Kegeldach. | 08972361 |
| Weitere Bilder | Friedhof Börln (Sachgesamtheit) | Karl-Marx-Straße 1 (Karte)                                                          | Um 1910 | Sachgesamtheit Friedhof Börln mit folgenden Einzeldenkmalen: Friedhofshalle, Jugendstilgrabmal und Einfriedung (siehe Einzeldenkmal 08972367 unter gleicher Anschrift) sowie Allee (Gartendenkmal); baugeschichtlich und ortsgeschichtlich von Bedeutung. Lindenallee vom südlichen Eingangstor zur Kapelle. | 09305499 |
| Weitere Bilder | Friedhofshalle, Grabmal Schöche und Einfriedung (Einzeldenkmale zu ID-Nr. 09305499) | Karl-Marx-Straße 1 (Karte)                                                          | Um 1910 | Einzeldenkmale der Sachgesamtheit Friedhof Börln; baugeschichtlich von Bedeutung, durch seine Funktion ortsgeschichtlicher Wert. - Friedhofshalle: schmaler Putzbau mit steilem Satteldach (originale Biberschwanzdeckung und Hechtgaube), Anbau, ovales originales Fenster, darunter Blumenfeston, eingetieftes Putzkreuz im Giebel - Grabmal Schöche: gerahmte, dreigeteilte Kunststeinwand mit bekrönendem Aufsatz, in der Mitte Metallplatte mit Frauenrelief - Einfriedung: verputzte Bruchsteinmauer, Ziegelabdeckung, schlichte Torpfosten | 08972367 |
| Weitere Bilder | Wohnhaus | Karl-Marx-Straße 4 (Karte)                                                          | 1. Hälfte 19. Jahrhundert | Einer der letzten erhaltenen regionaltypischen Fachwerkbauten im Ort, baugeschichtlich von Bedeutung. Fachwerkhaus mit Krüppelwalmdach (Dachpappe), Erdgeschoss massiv, Obergeschoss Fachwerk, Giebelseite: Obergeschoss und Giebel verbrettert, im Erdgeschoss Holzgewände, Haustür neu, Fenster alt, weitgehend denkmalgerecht saniert. | 08972368 |
| Weitere Bilder | Nördliches Wohnhaus, südliches Auszugshaus und östliches Scheune eines Dreiseithofes sowie Einfriedung und Hofpflaster | Karl-Marx-Straße 9 (Karte)                                                          | Um 1840 (Bauernhaus und Auszugshaus); 1910 (Scheune) | Durch seinen weitestgehend erhaltenen Originalzustand ein anschauliches Zeugnis großbäuerlichen Lebens in Börln, durch seine Lage sowie die Hofgröße von ortsbildprägendem Charakter, ursprünglich erfasst unter Ernst-Thälmann-Platz 9. - Wohnhaus und Auszugshaus: verputzte Bruchsteinbauten mit Satteldach (originale Biberschwanzdeckung, Fledermausgauben) - Wohnhaus: originale Haustür, zum Teil alte Fenster, Auszugshaus: originale Haustür und Fenster - Scheune: zweigeschossiger Bruchsteinbau, Satteldach mit alter Biberschwanzdeckung, Rundbogenfenster, Einfriedung: Bruchsteinmauerwerk mit Lattenzaun, stattliche Torpfosten (verputzt) - Hofpflaster: unregelmäßiges Kopfsteinpflaster | 08972365 |
| Weitere Bilder | Südwestliches Wohnstallhaus und nördliche Scheune eines Dreiseithofes sowie Einfriedung | Karl-Marx-Straße 23 (Karte)                                                         | 1726 (Wohnstallhaus); um 1860 (Scheune) | Regionaltypische Hofanlage mit dem wohl ältesten Wohnhaus des Ortes, baugeschichtlich und hausgeschichtlich von Bedeutung. - Wohnstallhaus: Erdgeschoss massiv, Obergeschoss Fachwerk, Obergeschoss und Giebel straßenseitig verbrettert, Hofseite verputzt, Biberschwanzdeckung, Dachlucken, zwei liegende Dachfenster und Dachbalkon, Haustür und Fenster teilweise erneuert, neu angebauter hofseitiger Eingangsbereich - Scheune: massiver Putzbau (Bruchstein), Satteldach mit fünf Fledermausgauben, Biberschwanzdeckung, die beiden Tore verändert - Einfriedung: verputztes Mauerwerk, Torpfosten mit Ziegelbekrönung | 08972378 |
|                | Wohnhaus eines Häusleranwesens | Karl-Marx-Straße 44 (Karte)                                                         | Um 1800 und später | Als einer der letzten Lehmbauten des Ortes besonders schützenswert, zudem gut erhaltenes Zeugnis kleinbäuerlicher Lebensweise, baugeschichtlich von Bedeutung. Eingeschossiger Putzbau, wohl durchgehend Lehmwände auf Bruchsteinsockel, Satteldach mit Biberschwanzdeckung, alte Fenster, Haustür später erneuert. | 08972380 |
|                | Wohnhaus und Schuppen eines Häusleranwesens | Karl-Marx-Straße 45 (Karte)                                                         | Um 1800 und später (Häusleranwesen); um 1900 (Schuppen) | Als einer der letzten Lehmbauten des Ortes besonders schützenswert, zudem gut erhaltenes Zeugnis kleinbäuerlicher Lebensweise, baugeschichtlich von Bedeutung. - Wohnhaus: eingeschossiger Putzbau mit Satteldach, vermutlich durchgehend Lehmbau, Haustür erneuert, Fensteröffnungen vergrößert, im Giebel querrechteckiges Fenster, Dach mit Krempziegeln gedeckt - Schuppen: zweigeschossiger Bau mit Pultdach, verbrettert | 08972379 |

## Bortewitz
| Bild | Bezeichnung                                                         | Lage                               | Datierung                 | Beschreibung | ID       |
| ---- | ------------------------------------------------------------------- | ---------------------------------- | ------------------------- | --- | -------- |
|      | Auszugshaus eines Dreiseithofes                                     | Am Winkel 2 (Karte)                | Um 1860                   | Durch seine Lage am Teich in der Ortsmitte und dem weitestgehend erhaltenen Originalzustand ein anschauliches Zeugnis des kleinbäuerlichen Lebens seiner Zeit, sozialgeschichtlich von Bedeutung. Eingeschossiger Bruchsteinbau (verputzt), Satteldach mit Biberschwanzdeckung, alte Fenster, originale Haustür mit Oberlicht und Sandsteingewänden. Innen: originale Tür mit Drückergarnitur, Fußboden aus Ziegeln, originale hölzerne Treppe. Einfriedung: zum Teil Bruchsteinmauer, ansonsten Lattenzaun. | 08972359 |
|      | Wohnhaus, Seitengebäude, Scheune und Torpfosten eines Dreiseithofes | Bergstraße 1 (Karte)               | Um 1860                   | Charakteristische Hofanlage, baugeschichtlich und wirtschaftsgeschichtlich von Bedeutung, durch seine erhöhte Lage zum Dorfplatz ortsbildprägend. - Wohnhaus und Seitengebäude: verputztes Bruchsteinmauerwerk mit schlichter Putzgliederung, zum Teil noch Holzgewände, Fenster zum Teil zugesetzt - Scheune: Ziegelmauerwerk, eine Tür zugesetzt, Satteldächer aller Gebäude neu gedeckt - Torpfosten: Ziegelmauerwerk | 08972357 |
|      | Gasthof mit Saal                                                    | Bergstraße 3 (Karte)               | Um 1860                   | In Ortsmitte gelegene verputzte Bruchsteinbauten, baugeschichtlich und ortsgeschichtlich von Bedeutung. - Gasthof: zweigeschossiger Putzbau (Bruchstein) mit schlichter Putzgliederung (nur noch zum Teil erhalten), Drempelzone, qualitätvoll gekuppelte Rundbogenfenster im Giebel, Satteldach mit alter Biberschwanzdeckung, Fenster zum Teil alt, zum Teil erneuert, so auch Haustür, Festsaal mit alten Rundbogenfenstern - Scheune: zweigeschossiger massiver Putzbau, Bruchsteinmauerwerk, Satteldach mit Biberschwanzdeckung, Teilabbruch vor 2014 und Streichung 2015, da kein ausreichender Denkmalwert vorhanden | 08972355 |
|      | Denkmal für die Gefallenen des Ersten und Zweiten Weltkrieges       | Bergstraße 6 (gegenüber) (Karte)   | Nach 1918; nach 1945      | Ortsgeschichtlich von Bedeutung. Ein Halboval ausbildende Anlage mit Linde, im Zentrum Naturstein mit Kriegerrelief, flankiert von zwei Steinen mit den Namen Gefallener, zudem Scheingrabstellen. | 08972358 |
|      | Wohnhaus eines Dreiseithofes                                        | Bergstraße 15 (Karte)              | Um 1820                   | Baugeschichtlich von Bedeutung, durch seine erhöhte Lage am Ende der Straße und durch seinen Fachwerkgiebel von ortsbildprägendem Charakter. Zweigeschossiger Bau, Obergeschoss Fachwerk mit Lehmausfachung (nur noch auf einer Hälfte des Gebäudes), Erdgeschoss Bruchsteinmauerwerk (verputzt), Giebel zur Dorfseite Fachwerk, Fenster und Türen im Erdgeschoss erneuert, Öffnungen zum Teil zugesetzt, Gewände entfernt, originale Fenster im Obergeschoss im Fachwerkteil, Satteldach mit Biberschwanzdeckung und Fledermausgauben, hinterer Teil später saniert (Putz und Fenster erneuert).                           | 08972423 |
|      | Straßenpflaster                                                     | Hauptstraße (Karte)                | 2. Hälfte 19. Jahrhundert | Durch seinen bis ins Detail (Rinnstein, Bordstein, Zufahrten) weitestgehend erhaltenen Originalzustand von großer ortsbildprägender und verkehrsgeschichtlicher Bedeutung. Ab Abzweig nach Schwarzer Kater bis Hauptstraße 8, grauer Granit mit Rinnstein aus rotem Granit, zusätzlich Hofzufahrten aus rotem Granit vor Hauptstraße 8, 9, 15, Zufahrten zu 12 und 13, durch Bordsteine abgetrennter Gehweg mit wassergebundener Decke. | 08972356 |
|      | Spritzenhaus und Schlauchturm                                       | Hauptstraße 5 (gegenüber) (Karte)  | Bezeichnet mit 1922       | Ortshistorisch wertvolles Gebäude, durch seine Lage am Dorfteich von ortsbildprägender Bedeutung. - quadratischer Turm: mit polygonalem Abschluss und geschweifter Haube, Rundbogenfenster, bezeichnet mit 1922/1997 in Wetterfahne, gelb gefasster Putzbau mit weißen Faschen, Fenster und Türen neu - Anbau: eingeschossiger massiver Putzbau, Satteldach mit neuer Biberschwanzdeckung | 08972354 |
|      | Wegweisertafel                                                      | Hauptstraße 5b (gegenüber) (Karte) | 2. Hälfte 19. Jahrhundert | Mit Kilometerangaben, von verkehrsgeschichtlicher Bedeutung. Steinplatte in der Mauer durch vier Eisenklammern verankert, Beschriftung „– Börln – Frauwalde – Schildau“. | 08972360 |

## Großböhla
| Bild           | Bezeichnung | Lage                                       | Datierung | Beschreibung | ID       |
| -------------- | --- | ------------------------------------------ | --- | --- | -------- |
|                | Wegestein | (Flur Kleinböhla, Flurstück 206/2) (Karte) | 19. Jahrhundert | Sandsteinstele mit Inschrift, Wegweiser von verkehrsgeschichtlicher Bedeutung. Wegestein aus Sandstein, scharriert, Inschrift „Klein Böhla“. | 08972306 |
|                | Durchlass für den Fluss Luppa der Bahnstrecke Leipzig–Dresden | (Flurstück 361/4) (Karte)                  | Um 1840 | Weitgehend original erhaltener, schöner, zeittypischer Brückenbau als Bachdurchlass, baugeschichtlich von Bedeutung. Natursteinmauerwerk, Rundbogen, Sandsteinabschluss, Eisenbahnkilometer 48,0620 der Strecke Dahlen–Oschatz. | 08973728 |
| Weitere Bilder | Schloss, Rittergut und Schlosspark Großböhla (Sachgesamtheit) | Am Park 5, 6, 8, 13, 14 (Karte)            | 17.–19. Jahrhundert (Rittergut); 2. Hälfte 18. Jahrhundert (Gutspark)                                                                         | Sachgesamtheit Schloss, Rittergut und Schlosspark Großböhla, mit folgenden Einzeldenkmalen: Schloss, Einfriedung des Gartens am Schloss sowie Mausoleum mit Bepflanzung und Gedenkstein für die Gefallenen des Ersten Weltkrieges im Park (siehe Einzeldenkmal 08972301, Am Park 13), westlicher Gebäudeflügel des ehemaligen Wirtschaftshofes mit Wohnhaus mit Anbau (Kopfbau, Am Park 14), weiteres Wohnhaus (ohne Nr.), anschließendes Wohn- und Wirtschaftsgebäude mit Gesindewohnungen (Am Park 5) sowie Stallgebäude (siehe Einzeldenkmal 08972304), zwei Gutsarbeiterhäuser (siehe Einzeldenkmal 08972302, Am Park 6, 8), Gutspark mit vier Teichen, Schlossallee und Garten am Schloss (Gartendenkmale) sowie Wirtschaftshof, Reste der Einfriedungsmauer (bei am Park 14) und Pflaster des Vorplatzes am Schloss als Sachgesamtheitsteile (die Gebäude Am Park 7, 9, 10, 11, 12 besitzen keinen Denkmalwert); Anlage von baugeschichtlicher, ortsgeschichtlicher und landschaftsgestaltender Bedeutung. | 08972300 |
| Weitere Bilder | Westlicher Gebäudeflügel des ehemaligen Wirtschaftshofes mit Wohnhaus mit Anbau (Kopfbau, Nr. 14), weiteres Wohnhaus (ohne Nr.), anschließendes Wohn- und Wirtschaftsgebäude mit Gesindewohnungen (Nr. 5) sowie Stallgebäude (Einzeldenkmale zu ID-Nr. 08972300) | Am Park 5, 14 (Karte)                      | Um 1780, Nr. 14 | Einzeldenkmale der Sachgesamtheit Schloss, Rittergut und Schlosspark Großböhla; in seiner baulichen Geschlossenheit erhaltener Teil des ehemaligen Rittergutes mit baugeschichtlicher, ortsgeschichtlicher und ortsbildprägender Bedeutung. - Wohnhaus mit Anbau: zweigeschossiger Putzbau mit Krüppelwalmdach, Bruchstein, Sandsteingewände (im Obergeschoss teilweise entfernt), originale barocke Haustür mit Oberlicht, Anbau konstruktives Fachwerk, weitgehend original erhaltenes Gebäude mit qualitätvoller barocker Haustür - anschließendes Wohnhaus: zweigeschossiger Putzbau mit charakteristischem Mansarddach, Fassade heute verkleidet und überformt, Dachstuhl aber nahezu unverändert - Wirtschaftsgebäude mit Gesindewohnung: lang gestreckter Putzbau (Erdgeschoss Bruchstein, Obergeschoss Ziegel), Putzgewände, hofseitig Mansarddach, rückwärtig Satteldach, Fenster erneuert, Wandöffnungen zum Teil vergrößert, ehemals hölzerne Außentreppe zur Gesindewohnung, - Stallgebäude (ohne Nummer): zweigeschossiger Putzbau (Erdgeschoss Bruchstein, Obergeschoss Ziegel) mit Satteldach                     | 08972304 |
| Weitere Bilder | Zwei Gutsarbeiterhäuser (Einzeldenkmale zu ID-Nr. 08972300) | Am Park 6, 8 (Karte)                       | Um 1780, Nr. 6; bezeichnet mit 1792, Nr. 8 | Einzeldenkmale der Sachgesamtheit Schloss, Rittergut und Schlosspark Großböhla; in ihrer Kubatur weitgehend original erhaltene Putzbauten, als Bestandteil der historischen Bebauung des Rittergutes baugeschichtlich, ortsgeschichtlich und ortsbildprägend von Bedeutung. - Wohnhaus (Nummer 6): breit gelagerter zweigeschossiger Putzbau mit einseitigem Krüppelwalmdach, weiter Dachüberstand, hofseitige Fassade durch vergrößerte Fenster sehr beeinträchtigt - Wohnhaus (Nummer 8): eingeschossiger Putzbau, Sandsteingewände, ehemalige Haustür mit datiertem Schlussstein (heute Fenster), Schopfwalmdach, Fenster erneuert | 08972302 |
|                | Schloss, Einfriedung des Gartens am Schloss sowie Mausoleum mit Bepflanzung und Gedenkstein für die Gefallenen des Ersten Weltkrieges im Park (Einzeldenkmale zu ID-Nr. 08972300)                                                                                | Am Park 13 (Karte)                         | Um 1600 (Treppenturm Schloss); bezeichnet mit 1754 (Schloss); 2. Hälfte 19. Jahrhundert (Mausoleum); nach 1918 (Gedenkstein Erster Weltkrieg) | Einzeldenkmale der Sachgesamtheit Schloss, Rittergut und Schlosspark Großböhla; Schloss barocker Putzbau mit hohem Walmdach, Anlage von baugeschichtlicher, ortsgeschichtlicher und kunstgeschichtlicher Bedeutung. - Schloss: dreigeschossiger Putzbau mit Mittelrisalit und kolossaler Pilastergliederung, Walmdach mit Zwerchgiebel über Risalit (Biberschwanzdeckung), Sandsteingewände, Sockelgesims aus Sandstein, über Portal Konsolstein mit Wappen und Datierung, Dachhäuschen, im Risalit geohrte Gewände, alte Fenster, Gebäude 1921 überformt, Haustür 18. Jahrhundert, im Westen Treppenturm mit Zierfachwerk - Einfriedung: U-förmige Umfassung des kleinen Vorplatzes, verputztes Mauerwerk mit Kunststeinabdeckung, Mauernische | 08972301 |
|                | Bahnwärterhaus | An der Cöllmsmühle 5 (Karte)               | Um 1860 | Typenbau an der Strecke Wurzen–Oschatz, weitestgehend original erhaltenes Gebäude mit eisenbahn- und verkehrsgeschichtlicher Bedeutung. Eingeschossiger Putzbau mit Drempel und flachgeneigtem Satteldach, geschnitzte Sparrenköpfe, Putzgliederung, teilweise Naturstein-, teilweise Putzgewände, Anklänge an Schweizer Stil. | 08972298 |
|                | Gasthof „Bauernschänke“ als Teil eines Dreiseithofes | Friedensstraße 5 (Karte)                   | Um 1908 | Weitgehend original erhaltener Putzbau mit baugeschichtlicher und ortsgeschichtlicher Bedeutung. Zweigeschossiger Putzbau mit Schopfwalmdach, profilierte Kunststeingewände, Fensteröffnungen teilweise erneuert, Fenster und Haustür erneuert, geputzte Eckquaderung. | 08972222 |
| Weitere Bilder | Wohnhaus mit Stallanbau | Querstraße 4 (Karte)                       | Um 1900 | Weitgehend original erhaltenes Gebäude, Zeugnis späterer ländlicher Bauweise, baugeschichtlich von Bedeutung. Eingeschossiger Putzbau mit Bruchsteinsockel und Schopfwalmdach, Kunststeingewände, alte Fenster, originale Haustür mit Oberlicht, Biberschwanzdeckung mit Fledermausgaube, Sockelgesims, Pumpe Abbruch. | 08972223 |
| Weitere Bilder | Pfarrhof mit Pfarrhaus, Seitengebäude, Einfriedung und Hausbaum | Querstraße 12 (Karte)                      | 1742 | Weitgehend original erhaltene, architektonisch qualitätvolle Anlage, baugeschichtlich und ortsgeschichtlich von Bedeutung. - Pfarrhaus: Bruchsteinmauerwerk, verputzt, Mittelrisalit, hier geohrte Sandsteingewände, sonst schlichte Sandsteingewände, einfache Putzgliederung, Mansarddach mit alter Kronendeckung, alte und teilweise originale Fenster, über Haustür Verdachung - Einfriedung: geputzt, Mauerkrone und Pfosten mit Biberschwanzabdeckung - Seitengebäude: Feldsteinmauerwerk, Satteldach mit Biberschwanzdeckung | 08972305 |
| Weitere Bilder | Kirche mit Ausstattung, Kirchhof, drei Grabmale, eine Grabanlage, Denkmal für die Gefallenen des Ersten und Zweiten Weltkrieges sowie Einfriedungsmauer | Querstraße 14 (Karte)                      | 2. Hälfte 12. Jahrhundert (Kirche); 1781/1782 (Kirche); 1920er Jahre (Kriegerdenkmal)                                                         | Spätbarocke Saalkirche mit quadratischem Westturm, baugeschichtlich und ortsgeschichtlich von Bedeutung. - Kirche: spätbarocke Saalkirche von 1781/82 mit romanischem Vorgängerbau, verputzt, dreiseitiger Schluss, Satteldach mit Fledermausgauben, Südwand Reste eines romanischen Portals, Westturm über quadratischem Grundriss, oktogonales Glockengeschoss, flache Haube mit Spitze - Kirchhof: prägende Baumreihe aus Linden entlang der Ost- und Südgrenze des Kirchhofs - Kirchhofseinfriedung: verputztes Bruchsteinmauerwerk, teilweise mit Sandsteinabdeckung - Denkmal für Kriegsopfer 1914–1918: in Kirchhofsmauer Kupfertafeln mit Namen der Gefallenen, davor Denkmal (1920er Jahre) mit Gedenkinschriften für die Gefallenen des Ersten und Zweiten Weltkrieges - Grabmale und Grabanlage auf dem Kirchhof: - 1. Sandsteingrabmal Revierjäger Christ. Gottl. Valentin (bezeichnet mit 1842) - 2. gusseisernes Grabkreuz für Pastor Frenkel (gestorben 1819) - 3. Grabanlage (Gruft) mit schmiedeeiserner Einfriedung der Rittergutsbesitzer von Krosigk und von Bültzingslöwen - 4. Grabmal Pauline von Krosigk | 08972299 |
| Weitere Bilder | Windmühle | Windmühle 1 (Karte)                        | 19. Jahrhundert | Anstelle des Mühlenkopfes baugeschichtlich interessanter Ausbau in der Formensprache der 1970er Jahre, baugeschichtlich und ortsgeschichtlich von Bedeutung | 08972311 |

### Ehemalige Denkmäler (Großböhla)
| Bild                                    | Bezeichnung                                   | Lage                      | Datierung | Beschreibung | ID       |
| --------------------------------------- | --------------------------------------------- | ------------------------- | --------- | --- | -------- |
|                                         | Eisenbahnbrücke                               | (Flurstück 361/6) (Karte) | Um 1840   | Trägerbrücke, baugeschichtlich von Bedeutung; offensichtlich im Rahmen des Streckenausbau zwischen 1993 und 2001 abgerissen und durch Neubau ersetzt                                                      | 08973727 |
| Direkt Bild zu diesem Denkmal hochladen | Durchlass des Mühlgrabens unter der Eisenbahn | (Flurstück 361/4) (Karte) | Um 1840   | Weitgehend original erhaltener, schöner, zeittypischer Brückenbau, baugeschichtlich von Bedeutung; offensichtlich im Rahmen des Streckenausbau zwischen 1993 und 2001 abgerissen und durch Neubau ersetzt | 08973726 |

## Kleinböhla
| Bild           | Bezeichnung                                                       | Lage                         | Datierung          | Beschreibung | ID       |
| -------------- | ----------------------------------------------------------------- | ---------------------------- | ------------------ | --- | -------- |
| Weitere Bilder | Auszugshaus eines ehemaligen Dreiseithofes                        | Straße der Einheit 6 (Karte) | Um 1830 und später | Eines der wenigen weitestgehend original erhaltenen Gebäude seiner Art im Dorf, baugeschichtlich von Bedeutung. Erdgeschoss massiv, Obergeschoss weitestgehend Fachwerk (Lehmweller), teilweise massiv, Giebelwände massiv Pfahlgründung, Satteldach mit sechs Fledermausgauben, Biberschwanzdeckung, Haustür Sandsteingewände, teilweise Holzgewände, originale Fenster. | 08972310 |
|                | Seitengebäude (mit Kumthalle) und Hofpflaster eines Dreiseithofes | Im Winkel 3 (Karte)          | Um 1860            | Eines der wenigen noch weitgehend erhaltenen landwirtschaftlichen Gebäude des Dorfes mit selten gewordener, ursprünglich regionaltypischer Kumthalle, baugeschichtlich von Bedeutung. Putzbau aus Bruchstein mit Kumthalle, Haustür original und mit Natursteingewände, Fenster alt, teilweise original, Satteldach erneuert.                                             | 08972308 |
|                | Scheune und Hofpflaster eines Dreiseithofes                       | Im Winkel 6 (Karte)          | Um 1880            | Als Fachwerkgebäude eines der wenigen, weitgehend original erhaltenen Scheunen ihrer Art, Hofpflaster ebenfalls weitestgehend erhalten, baugeschichtlich von Bedeutung. Preußisches Fachwerk mit biberschwanzgedecktem Satteldach, Giebelwände massiv. | 08972309 |

## Ochsensaal
| Bild                                    | Bezeichnung | Lage                        | Datierung | Beschreibung | ID       |
| --------------------------------------- | --- | --------------------------- | --- | --- | -------- |
| Weitere Bilder                          | Jagdhaus Siegfried | Am Wiesenweg 9 (Karte)      | Um 1905 | Qualitätvoller, weitgehend original erhaltener Bau im Landhausstil, als ehemaliges Jagdhaus baugeschichtlich und ortsgeschichtlich von Bedeutung. Bruchsteinsockel, Erdgeschoss Klinker (teilweise Bruchstein an Gebäudeecken), Obergeschoss Fachwerk, Fenster erneuert, Dachdeckung Biberschwanz (neu), Außentüren entstellend erneuert, Dachflächenfenster. | 08972291 |
|                                         | Wohnstallhaus, Auszugshaus mit Scheune, zwei Seitengebäude und Einfriedung eines Dreiseithofes, Kopfsteinpflaster und Kanaldeckel | Am Wiesenweg 12 (Karte)     | 2. Hälfte 19. Jahrhundert (Auszugshaus); um 1900 (Seitengebäude); 1934 (Wohnstallhaus); 1930er Jahre (Seitengebäude) | Außergewöhnlich gut erhaltene Hofanlage mit hoher architektonischer Qualität vor allem der Gebäude der 1930er Jahre, baugeschichtlich von Bedeutung. - Wohnstallhaus: zweigeschossiger Putzbau mit Klinkersockel und -türgewänden, teilweise originale Fenster, teilweise erneuert, Walmdach mit Biberschwanzdeckung mit Fledermausgauben, originale Haustür, weitere Außentür erneuert - Auszugshaus mit Scheunenanbau: Erdgeschoss Lehmbau, in den 1930er Jahren aufgestockt, Putzbau mit alter Tür und alten Fenstern, Ziegeldeckung mit Gaube, alter Putz, Putzgewände - erstes Seitengebäude (um 1900): alte Türen, Fenster, Putz - zweites Seitengebäude (1930er Jahre): Walmdach und Fledermausgaube, originale Fenster und Türen, Klinkersockel wie Wohnhaus | 08972292 |
| Direkt Bild zu diesem Denkmal hochladen | Wohnstallhaus, Scheune und Einfriedung eines Dreiseithofes                                                                        | An der Kirche 4, 4a (Karte) | Um 1800 (Wohnstallhaus); 2. Hälfte 19. Jahrhundert (Scheune)                                                         | Regionaltypische Hofanlage mit Wohnstallhaus in Fachwerkbauweise im bereits stark veränderten Ortsbild, baugeschichtlich und wirtschaftsgeschichtlich von Bedeutung. - Wohnstallhaus: Erdgeschoss und Giebel massiv, Obergeschoss Fachwerk, teilweise verändert, Krüppelwalmdach, vier Fledermausgauben, Biberschwanzdeckung, Fenster erneuert, Fachwerk, teilweise gestört, Anbau an hofabgewandter Traufseite - Scheune: Bruchsteinmauerwerk, Satteldach mit Schieferdeckung, teilweise Sandsteingewände - Toreinfahrtspfeiler: Ziegelmauerwerk, Pfosten mit Sandsteinbekrönung | 08972295 |
| Weitere Bilder                          | Kirche mit Ausstattung, Kirchhof, Einfriedungsmauer und Denkmal für die Gefallenen des Ersten Weltkrieges                         | An der Kirche 8 (Karte)     | Vermutlich 12. Jahrhundert (Kirche); nach 1918 (Kriegerdenkmal)                                                      | Romanische Saalkirche mit Satteldach und Dachreiter, baugeschichtlich und ortsgeschichtlich von Bedeutung. - Kirche: verputzter Bruchsteinbau, niedrige Apsis, zwei Portale im Süden, Dachreiter - Kirchhof: Einfriedungsmauer aus verputztem Bruchsteinmauerwerk mit Ziegelabdeckung, ebenso zwei Torpfosten, Tor später erneuert, mächtige Winter-Linde (Tilia cordata) vor dem Kirchhoftor und weitere Winter-Linde an der Pforte zum Pfarrhaus - Kriegerdenkmal (1914–1918): Naturstein mit eingemeißelten Namen, Relief Schwert und eisernes Kreuz mit Helm | 08972296 |
| Direkt Bild zu diesem Denkmal hochladen | Jagdhaus mit Nebengebäude (Remise)                                                                                                | Börlner Straße 8 (Karte)    | 1910/1911 | Abwechslungsreich gestalteter Bau im Reformstil um 1910, bau- und ortsgeschichtlich von Bedeutung | 09307227 |
|                                         | Ehemalige Schule | Borngasse 2 (Karte)         | Um 1900 | Schlichter Putzbau, ortsgeschichtlich von Bedeutung in ortsbildprägender Lage. Eingeschossiger massiver Bau mit Bruchsteinsockel, Satteldach, Biberschwanzdeckung, Winterfenster im Giebel, Putzfaschen bzw. Putzgewände, alte Fenster, Tür vermutlich älter. | 08972294 |
| Weitere Bilder                          | Forsthaus, Stallgebäude und Scheune                                                                                               | Forstweg 6 (Karte)          | Bezeichnet mit 1830 (Forsthaus); um 1830 (Scheune)                                                                   | Hofanlage vor allem aus der ersten Hälfte des 19. Jahrhunderts, weitgehend authentisch erhalten, zwei der Bauten mit markanten Krüppelwalmdächern, wohl Verwaltung eines fürstlichen Forstreviers, baugeschichtlich und ortsgeschichtlich bedeutend | 09306416 |
| Weitere Bilder                          | Forsthaus (Weißes Haus) und zwei Seitengebäude                                                                                    | Weißes Haus 1 (Karte)       | Um 1900 (Forsthaus); um 1925 (Seitengebäude); um 1955 (Seitengebäude)                                                | Architektonisch qualitätvolles Gebäude mit ortsgeschichtlicher Bedeutung, Seitengebäude aus 1950er Jahren, Zeugnis der veränderten Nutzung als Erholungsheim der Leipziger Buntgarnwerke. - Forsthaus: eingeschossiger Putzbau auf hakenförmigen Grundriss mit Satteldach und Zwerchhaus, alte Fenster, weitgehend alle Fensterläden erhalten, am Giebel Klebdächer, gekachelter Sockel, Veranda, Biberschwanzdeckung, Fledermausgaube, originale Eingangstür - Seitengebäude: zwei eingeschossige Putzbauten mit originalen Fenstern, Türen, Satteldach, Dachsteindeckung, ehemaliges Forsthaus, bis 1930 Wirtshaus, später Erholungsheim der Leipziger Buntgarnwerke                                                                                               | 08972297 |

## Schmannewitz
| Bild                                    | Bezeichnung | Lage                              | Datierung | Beschreibung | ID       |
| --------------------------------------- | --- | --------------------------------- | --- | --- | -------- |
|                                         | Gedenkstein für Alfred Brehm | (Flurstück 780) (Karte)           | Bezeichnet mit 1934 | Zeugnis der Vereinsgeschichte (Verschönerungsverein Schmannewitz), ortsgeschichtlich von Bedeutung. Granitblock (Aufschrift „Brehms Ruhe“) auf Bruchsteinsockel vom Verschönerungsverein Schmannewitz. | 08972350 |
| Weitere Bilder                          | Sächsisch-Preußischer Grenzstein: Pilar Nr. 14 (linkselbisch) sowie 13 Läufersteine | (Flurstück 1537/5) (Karte)        | Nach 1828 | Siehe auch Sachgesamtheit 09305644; vermessungsgeschichtlich und landesgeschichtlich von Bedeutung als Zeitdokument der historischen Grenzziehung zwischen Sachsen und Preußen nach dem Wiener Kongress 1815. Scharrierter Pyramidenstumpf aus Sandstein mit Plinthe direkt auf der Grenzlinie, gegenüberliegend eingemeißelt Nummer 14 und Landeskürzel K.P./K.S., 13 zugehörige Läufersteine in unregelmäßigen Abständen auf der Grenzlinie, unmittelbar daneben Länderstein Nummer 30. | 08972285 |
|                                         | Sächsisch-Preußischer Grenzstein: Pilar Nr. 15 sowie 19 Läufersteine | (Flurstück 1530) (Karte)          | Nach 1828 | Siehe auch Sachgesamtheit 09305644; vermessungsgeschichtlich und landesgeschichtlich von Bedeutung als Zeitdokument der historischen Grenzziehung zwischen Sachsen und Preußen nach dem Wiener Kongress 1815. Scharrierter Pyramidenstumpf aus Sandstein mit Plinthe direkt auf der Grenzlinie, gegenüberliegend eingemeißelt Nummer 15 und Landeskürzel K.P./K.S., 19 zugehörige Läufersteine in unregelmäßigen Abständen auf der Grenzlinie. | 08972283 |
| Weitere Bilder                          | Westliches Seitengebäude (Stall) und südliche Scheune eines Dreiseithofes sowie Hofpflaster | Alte Lindenstraße 18 (Karte)      | Um 1800 (Seitengebäude); 2. Hälfte 19. Jahrhundert (Scheune) | Weitestgehend original erhaltene Elemente eines Dreiseithofes als anschauliches Beispiel ländlicher Lebensweise, baugeschichtlich und wirtschaftsgeschichtlich von Bedeutung. - Seitengebäude (Stall): Obergeschoss Fachwerk, vorkragend, massiv unterfahren, Satteldach mit Biberschwanzdeckung, zwei Fledermausgauben - Scheune: Putzbau, massiv, Satteldach mit drei Fledermausgauben, Sandsteingewände, Hofpflaster: Kopfsteinpflaster | 08972326 |
|                                         | Mühlengebäude und Hofpflaster | Alte Lindenstraße 25 (Karte)      | Bezeichnet mit 1827 und später | Gebäude mit erhaltener Fachwerkkonstruktion, als ehemalige Wassermühle von baugeschichtlicher und ortsgeschichtlicher Bedeutung, komplett erhaltene schöne Hofpflasterung. - Mühle: zweigeschossiger Bau, Erdgeschoss massiv, Obergeschoss Fachwerk (aufgebrettert), jüngere Erweiterung (massiv), Dach an einer Seite mit Schopfwalm, im Erdgeschoss liegende Fenster, Portal mit Sandsteingewände, alte Haustür, Mühlrad, Sackaufzug - Pflaster: unregelmäßig geformte Granitsteine | 08973574 |
| Weitere Bilder                          | Wohnhaus | Am Mühlgraben 9 (Karte)           | Um 1930 | Weitestgehend original erhaltenes, qualitätvolles Gebäude der 1930er Jahre, einziges Objekt seiner Art in Schmannewitz, baugeschichtlich von Bedeutung. Originale Fenster und Haustür, Innentüren original, alter Zaun, vor Haus oktogonale Fließen. | 08972323 |
|                                         | Wohnhaus | Am Mühlgraben 17 (Karte)          | Um 1800 | Weitgehend original erhaltenes Gebäude in Fachwerkbauweise, eines der wenigen Relikte der ursprünglichen Bebauung, baugeschichtlich von Bedeutung. Erdgeschoss massiv, Obergeschoss Fachwerk (Giebel verputzt), alte Fenster, Satteldach, Haustür erneuert, verzierte Balkenköpfe. | 08972324 |
| Weitere Bilder                          | Wohnstallhaus mit Backhaus eines Dreiseithofes sowie Hofpflaster und Toreinfahrt (Bauernmuseum) | Dr.-Alfred-Brehm-Straße 2 (Karte) | 1830 | Anschauliches Beispiel des bäuerlichen Lebens und Bauens in Schmannewitz zur Zeit seiner Erbauung, baugeschichtlich und ortsgeschichtlich von Bedeutung. - Wohnstallhaus: zweigeschossig, Hofseite massives Obergeschoss, Krüppelwalmdach, Fledermausgauben mit Schiebefenstern, Biberschwanzdeckung denkmalgerecht erneuert, Giebel und Rückseite mit Sichtfachwerk im Obergeschoss, gelber Putz, weiße Fenster- und Türgewände, Fenster und Haustür denkmalgerecht erneuert - Einfriedung: geputztes Mauerwerk mit Torpfosten - Pflaster: Kopfsteinpflaster | 08972346 |
|                                         | Scheune eines Bauernhofes | Dr.-Alfred-Brehm-Straße 4 (Karte) | Mitte 18. Jahrhundert | Kleine Fachwerkscheune, vermutlich älteste erhaltene Scheune von Schmannewitz, heimatgeschichtlich von Bedeutung. - kleine Scheune: unterer Wandbereich teilweise massiv (Bruchstein), obere Wandbereich und Giebel Fachwerk, nördlicher Giebel verbrettert, Satteldach mit Biberschwanzdeckung, schlechter Bauzustand - große Scheune: unterer Wandbereich massiv, Giebel und weite Teile des oberen Wandbereiches Fachwerk, hier massive Bereiche verputzt, Gefache Lehmausstakung, Satteldach, alte Biberschwanzdeckung; zum großen Teil Abbruch vor 2014, Fachwerkbereich zerstört | 08972347 |
| Weitere Bilder                          | Forsthaus und zwei Seitengebäude | Forsthaus 1 (Karte)               | Um 1900 | In seiner Funktion ortsgeschichtlich bedeutend, durch seine ausgeschiedene, leicht erhöhte Lage landschaftsbildprägend und nicht zuletzt durch seinen guten, weitestgehend erhaltenen Originalzustand, insbesondere auch im Detail, baugeschichtlich und ortsgeschichtlich von Bedeutung. - Forsthaus: Ziegelputzbau, teilweise verbrettert, Zierfachwerk im Obergeschoss, Elemente des Schweizer Stils, am Giebel Hirschkopf in einer Kartusche, Krüppelwalmdach mit alter Biberschwanzdeckung und Fledermausgauben, Haustür und teilweise Fenster original, originale Fensterläden, Fensterbekrönungen, Blumenkästen aus Holz unter den Fenstern - Seitengebäude: Ziegelbau verbrettert, Stall in Blockbauweise mit neuer Deckung | 08972348 |
|                                         | Wohnhaus | Forsthaus 1a (Karte)              | Um 1900 | Architektonisch qualitätvolles Gebäude, durch seine Zugehörigkeit zum Forsthaus von ortsgeschichtlicher Bedeutung. Eingeschossiger Bau mit Krüppelwalmdach, Fensterläden, Mauerwerk verkleidet, große Dachhäuschen. | 08972344 |
| Weitere Bilder                          | Schule | Schulstraße 1 (Karte)             | Um 1875 | Als ehemalige Dorfschule baugeschichtlich und ortsgeschichtlich von Bedeutung. Zweigeschossiger Putzbau mit Walmdach, Kronendeckung, Sockel Zyklopenmauerwerk, Gesimsbänder, Eckquaderung, originale Haustür mit Oberlicht (teilweise farbiges Glas), rückwärtig Anbau, Fenster erneuert. | 08972321 |
| Weitere Bilder                          | Bockwindmühle mit technischer Ausstattung | Torgauer Straße 7c (Karte)        | 1839 (Wiederaufbau) | Eines der wenigen weitestgehend original erhaltenen Objekte seiner Art, Zeugnis einer jahrhundertealten Mahltradition am Ort, weithin sichtbare Landmarke, technikgeschichtlich und landschaftsgestalterisch bedeutend. Die Bockwindmühle Schmannewitz ist 1839 an den heutigen Standort versetzt worden. Vorher stand sie auf dem Mandelberg in 1,5 km Entfernung. Im Jahre 1879 wurde sie nach einem Sturm wieder aufgebaut (Datierung über dem Mehlbalken bezieht sich darauf). Im Jahre 1924 bekam die Mühle Stromanschluss und ab 1926 einen Elektromotor. Der Mühlenbetrieb wurde 1960 aufgegeben. Eine erste Sanierung soll 1983 erfolgt sein. Während der letzten Sanierung 2004 erhielt die Mühle eine neue Außenhaut und neue Flügel. Neu sind auch der Steert, die Treppe und die Fenster. Der Bock, das Gerüst des Mühlenkastens und die Technik blieben original erhalten. | 08972317 |
| Weitere Bilder                          | Wohnhaus | Torgauer Straße 10 (Karte)        | Letztes Drittel 19. Jahrhundert | Weitestgehend original erhaltenes Gebäude in straßenbildprägender Lage, baugeschichtlich von Bedeutung. Eingeschossiger Putzbau mit Satteldach und Zwerchgiebel, Ziegelbau, Sockel Zyklopenmauerwerk, rote Kunststeingewände, Giebel im oberen Bereich Fachwerk, verzierte Balken- und Sparrenköpfe, originale Fenster (teilweise Winterfenster), hölzerner Eingangsvorbau mit Vordach und farbigen Pressglasfenstern, originale Haustür, Biberschwanzdeckung. | 08972315 |
|                                         | Ehemaliges Zollhaus oder Chausseehaus (später Gemeindeamt Schmannewitz) | Torgauer Straße 11 (Karte)        | 1. Hälfte 19. Jahrhundert | Als ehemaliges preußisch-sächsisches Zollhaus von ortsgeschichtlicher und regionalgeschichtlicher Bedeutung. Eingeschossiger massiver Putzbau mit Drempelzone, Krüppelwalmdach (Dachpappe), Mittelrisalit mit Dreiecksgiebel. | 08973465 |
| Direkt Bild zu diesem Denkmal hochladen | Ausstattung einer Schmiede | Torgauer Straße 13 (Karte)        | 19. Jahrhundert und 20. Jahrhundert | Selten gewordenes handwerk- und technikgeschichtliches Zeugnis. Schmiedefeuer, Amboss, Zangen, Hämmer, Maschinen. | 08973573 |
| Weitere Bilder                          | Südliches Auszugshaus und westliche Scheune eines Dreiseithofes, sowie Hofpflaster | Torgauer Straße 15 (Karte)        | 1818 (Auszugshaus); 1945 (Scheune) | Weitestgehend original erhaltenes Zeugnis der bäuerlichen Lebensweise, Auszugshaus in Fachwerkbauweise, baugeschichtlich von Bedeutung. - Auszugshaus: Wohnstallhaus, Erdgeschoss massiv unterfahren, Obergeschoss Fachwerk, Krüppelwalmdach mit erneuerter Deckung, originale Fenster, alte Haustür, Erdgeschoss teilweise verändert Giebel und Obergeschoss straßenseitig verbrettert - Scheune: Bruchstein/Ziegel, Satteldach mit Biberschwanzdeckung und vier Fledermausgauben - Hofpflaster: Kopfsteinpflaster | 08972316 |
|                                         | Dorfkirche, Kirchhof und Pfarrhof Schmannewitz (Sachgesamtheit) | Torgauer Straße 20 (Karte)        | 18./19. Jahrhundert (Kirchhof); 1883 (Lutherlinde) | Kirche mit Sonnenuhr, Leichenhalle, drei Grabmale, Denkmal für die Gefallenen des Ersten Weltkrieges, Höhenmarke an der Südwand des Chores, Hühne-Gedenktafel mit Bank sowie Kirchhofseinfriedung (siehe Einzeldenkmal 09305513, Torgauer Straße), Pfarrhof mit Einfriedung (siehe Einzeldenkmal 09305512, Torgauer Straße 20), Lindenreihe entlang der östlichen Kirchhofsmauer und Lutherlinde mit Gedenktafel (Gartendenkmale) sowie Kirchhof, Pfarrhof und Vorplatz als Sachgesamtheitsteile; Ensemble von großer baugeschichtlicher, kunstgeschichtlicher, ortsgeschichtlicher und ortsbildprägender Bedeutung. - Pfarrgarten: Vorgarten mit Traueresche (Fraxinus excelsior 'Pendula') und Einfriedung - Kirchhof: mit Einfriedung - Reste der Grabstätte Müller (tumbaähnlicher Sandstein mit Inschrift und Reliefs) - Grabstein mit Kreuz als Bekrönung im neogotischen Stil - Grab eines Pfarrers von 1902 (Kreuz) - Grabplatte beschädigt, Mitte 18. Jahrhundert, liegt an Südseite des Chores außen - ovaler Grabstein von 1889 von Pfarrer Havflich - unterhalb der östlichen Einfriedungsmauer Baumreihe aus Winter-Linden (Tilia cordata) - Einfriedung: verputzte Bruchsteinmauer, teilweise als Stützmauer ausgebildet, Aufgang von Dr.-Alfred-Brehm Straße, Hecke zur Schulstraße hin auf Mauer - Vorplatz: mit Kriegerdenkmal, Gedenktafel mit Bank und Lutherlinde sowie zwei mächtigen Robinien (Robinia pseudoacacia), nach Südwesten hin abfallendes Gelände durch eine niedrige Stützmauer mit kleiner Treppe abgefangen - Lutherlinde: ebenfalls auf dem Vorplatz Winterlinde (Tilia cordata)                                                                                              | 08972345 |
| Weitere Bilder                          | Kirche mit Sonnenuhr, Leichenhalle, drei Grabmale, Denkmal für die Gefallenen des Ersten Weltkrieges, Höhenmarke an der Südwand des Chores, Luther-Gedenktafel an der Südseite der Einfriedung, Hühne-Gedenktafel mit Bank an Außenseite der südlichen Kirchhofsmauer sowie Kirchhofseinfriedung (Einzeldenkmale zu ID-Nr. 08972345) | Torgauer Straße (Karte)           | Bezeichnet mit 1732 (Kirche); bezeichnet mit 1830 (Sonnenuhr); bezeichnet mit 1883 (Gedenktafel für Luther); nach 1918 (Kriegerdenkmal); bezeichnet mit 1928 (Gedenktafel Adolf Hühn Bank); bezeichnet mit 1959 (Leichenhalle) | Einzeldenkmale der Sachgesamtheit Dorfkirche, Kirchhof und Pfarrhof Schmannewitz; barocke Chorturmkirche errichtet nach Plänen des Baumeisters George Bähr, baugeschichtlich, kunstgeschichtlich und ortsgeschichtlich von Bedeutung. - Barockkirche von George Bähr: Chorturmkirche, Putzbau mit querschiffartigen Anbauten und unregelmäßigem oktogonalem Chorturm, bezeichnet mit 1732 im Schlussstein über West-Portal, Sonnenuhr an Südseite der Kirche bezeichnet mit 1830, 1904 und 1963, Reste der Höhenmarke aus Gusseisen (gebrochen, an Südwand des Chores) - Kriegerdenkmal: auf Vorplatz vor Westseite der Kirche Gedenkstein für die Gefallenen des Ersten Weltkrieges mit Beetanlage, Relief eines Kriegers an Westseite, an Ostseite „Vergiss mein Volk der treuen Toten nicht“ - Gedenktafel für Martin Luther an Südseite der Einfriedung (nähe Lutherlinde), gestiftet vom Gesangverein Niedertafel, bezeichnet mit „Nov. 1883“, Gusseisen - Gedenktafel mit Aufschrift „Adolf Hühn Bank“ (bezeichnet mit 1903, 1928) mit Bank an Außenseite der südlichen Friedhofsmauer (Gründer des Verschönerungsvereins) - Leichenhalle: massiver Putzbau, Satteldach (Biberschwanzdeckung), Putz- bzw. Kunststeingewände, Schlussstein bezeichnet mit 1959 - Einfriedung: Bruchstein verputzt, Aufgang von Dr.-Alfred-Brehm Straße, Hecke zur Schulstraße hin auf Mauer, Lindenreihe - Grabmale auf dem Kirchhof: - 1. Grabmal Pfarrer Gotthold Weickert mit Kreuz, gestorben 1902 - 2. Sandsteingrabmal mit Inschrift und Reliefs, angewittert, Dreieckverdachung mit kleinen Akroterien, Mitte 19. Jahrhundert - 3. neogotisches Sandsteingrabmal mit kleinem, bekrönendem Kreuz, Mitte 19. Jahrhundert | 09305513 |
| Weitere Bilder                          | Pfarrhaus mit Einfriedung und Rüstzeitheim (Einzeldenkmale zu ID-Nr. 08972345) | Torgauer Straße 20 (Karte)        | 1791 (Pfarrhaus); spätes 18. Jahrhundert (Pfarrscheune); 1950er Jahre (Rüstzeitheim) | Einzeldenkmale der Sachgesamtheit Dorfkirche, Kirchhof und Pfarrhof Schmannewitz; spätbarocker Putzbau markanter Fassadengliederung, baugeschichtlich und ortsgeschichtlich von Bedeutung. Zweigeschossige Anlage, gelber Putz mit weißen Putzspiegeln und Bändern, bezeichnet mit 1791 im Schlussstein über Tür, Krüppelwalmdach. Rüstzeitheim: in den 1950er Jahren umgebaute Pfarrscheune (spätes 18. Jahrhundert). | 09305512 |
| Weitere Bilder                          | Wohnhaus | Torgauer Straße 21 (Karte)        | Mitte 18. Jahrhundert | Weitgehend original erhaltenes Zeugnis der bäuerlichen Lebensweise, durch alte Fachwerkkonstruktion baugeschichtlich von Bedeutung. Erdgeschoss und rückwärtiges Obergeschoss massiv (geputzt), Obergeschoss straßenseitig. Fachwerk, Giebel und Obergeschoss an Giebelseite verbrettert, Krüppelwalmdach mit Dachsteindeckung, Erdgeschoss Sandsteingewände, hier Wandöffnungen vergrößert, Obergeschoss vergrößerte Fensteröffnungen, Fenster und Haustür erneuert. Hausbaum Streichung 2014, Einfriedung Streichung 2014. | 08972313 |
|                                         | Südliches Auszugshaus und Scheune eines Dreiseithofes sowie Einfriedung und Hofpflaster | Torgauer Straße 23 (Karte)        | Mitte 19. Jahrhundert (Auszugshaus); Ende 19. Jahrhundert (Scheune) | Weitgehend original erhaltene Gebäude, baugeschichtlich und heimatgeschichtlich von Bedeutung, Teil der ortstypischen Dreiseithofbebauung in ortsbildprägender Lage. - Auszugshaus: Putzbau mit Frackdach, Biberschwanzdeckung, drei Fledermausgauben, fast alle originalen Fenster erhalten, Erdgeschoss teilweise umgebaut - Scheune: Putzbau mit zwei großen Toren mit Klinkergliederung, Satteldach - Einfriedung: verputztes Mauerwerk, Mauerpfosten mit Kugelbekrönung, zwei große Toreinfahrten mit Holztoren und eine kleinere Pforte mit Holztor | 08972312 |
| Weitere Bilder                          | Wohnstallhaus (Auszugshaus) eines Dreiseithofes | Torgauer Straße 25 (Karte)        | Um 1810 | Weitgehend original erhaltenes Zeugnis in Fachwerkbauweise, baugeschichtlich von Bedeutung. Obergeschoss und Giebel Fachwerk, Erdgeschoss massiv unterfahren, ein originales Fenster im Obergeschoss, sonst weitgehend erneuert, Frackdach neu gedeckt. | 08972318 |
|                                         | Saalgebäude (Gasthaus „Zur Post“) | Torgauer Straße 31 (Karte)        | 1875 | Als Festsaal eines Gasthauses Zeugnis der Bedeutung des Dorfes als Ausflugs- und Erholungsort schon im 19. Jahrhundert, ortsgeschichtlich von Bedeutung. Eingeschossiger Ziegelbau, verputzt, sehr flaches Satteldach, Putzgliederung, alte Fenster, Eingang zugesetzt. | 08972319 |
|                                         | Wohnhaus, Scheune und Auszugshaus eines Dreiseithofes sowie Einfriedung und Hofpflaster | Torgauer Straße 39 (Karte)        | Um 1810 (Auszugshaus); 2. Hälfte 19. Jahrhundert (Bauernhaus, Scheune und Einfriedung) | Landschaftstypische Hofanlage mit intakter Hofstruktur, baugeschichtlich, wirtschaftsgeschichtlich und ortsbildprägend von Bedeutung. - Bauernhaus: Erdgeschoss massiv, Obergeschoss Fachwerk, Satteldach mit Biberschwanzdeckung und Fledermausgauben, vor originaler Tür Vordach - Scheune: massiv, originale Fenster, Satteldach, Biberschwanzdeckung und fünf Fledermausgauben - Auszugshaus: Putzbau (Erdgeschoss massiv, Obergeschoss Fachwerk), Frackdach mit Biberschwanzdeckung und zwei Fledermausgauben, teilweise verändert - Einfriedung: verputztes Mauerwerk, Torpfosten und Mauerkrone mit Sandsteinbekrönung, Lattenzaun | 08972320 |
| Weitere Bilder                          | Wohnstallhaus eines Häusleranwesens | Torgauer Straße 49 (Karte)        | Um 1820 | Durch seine frei stehende Lage am Ortsausgang von besonderer ortsbildprägender und landschaftsbildprägender Bedeutung, zudem ein gut erhaltenes Zeugnis der kleinbäuerlichen Lebensweise seiner Zeit. Erdgeschoss massiv, Obergeschoss Fachwerk mit Lehmausstakung, Giebelseite verputzt, Satteldach mit Kronendeckung, zum Teil noch originale Fenster, seitlicher Anbau an hofabgewandter Traufseite. | 08972349 |

### Ehemalige Denkmäler Schmannewitz
| Bild           | Bezeichnung          | Lage                     | Datierung | Beschreibung | ID       |
| -------------- | -------------------- | ------------------------ | --------- | --- | -------- |
| Weitere Bilder | Wohnhaus (mit Anbau) | Am Mühlgraben 16 (Karte) | Um 1800   | Weitgehend original erhaltenes Gebäude in Fachwerkbauweise, eines der wenigen Relikte der ursprünglichen Bebauung, baugeschichtlich von Bedeutung. Erdgeschoss massiv, Obergeschoss Fachwerk verputzt, alte Fenster, im Erdgeschoss Winterfenster, alte Haustür, Satteldach mit Biberschwanzdeckung, westlicher Giebel und Obergeschoss verbrettert. Zwischen 2020 und 2024 aus der Denkmalliste gestrichen. | 08972322 |

## Schwarzer Kater
| Bild                                    | Bezeichnung                                          | Lage                            | Datierung             | Beschreibung | ID       |
| --------------------------------------- | ---------------------------------------------------- | ------------------------------- | --------------------- | --- | -------- |
| Direkt Bild zu diesem Denkmal hochladen | Meilenstein                                          | Meltewitzer Straße (Karte)      | Mitte 19. Jahrhundert | Königlich-Sächsischer Meilenstein, umgearbeiteter Stein, von verkehrsgeschichtlicher Bedeutung. Sandsteinstele mit quadratischem Grundriss. | 08972353 |
|                                         | Südliches Wirtschaftsgebäude des ehemaligen Vorwerks | Meltewitzer Straße 1a (Karte)   | Um 1780 und später    | Als weitgehend erhaltener Teil des Vorwerks von ortsgeschichtlicher Bedeutung. Eingeschossiger Putzbau mit Bruchsteinmauerwerk, Krüppelwalmdach mit Biberschwanzdeckung, alte Dachhäuschen, Giebel- und Traufseite verändert. | 08972422 |
|                                         | Wohnhaus des ehemaligen Vorwerkes                    | Meltewitzer Straße 2, 3 (Karte) | Um 1780               | Durch seine einstige Funktion als Teil des Vorwerks sowie als das älteste erhaltene Gebäude von baugeschichtlicher und ortsgeschichtlicher Bedeutung. Zweigeschossiger Putzbau mit Bruchsteinmauerwerk, Krüppelwalmdach, breite Sandsteingewände, Erdgeschoss stark verändert, (Fenster und Türen zugesetzt, Gewände zum Teil abgeschlagen), am Giebel je zwei kleine Okuli. | 08972421 |

## Tabellenlegende
- Bild: Bild des Kulturdenkmals, ggf. zusätzlich mit einem Link zu weiteren Fotos des Kulturdenkmals im Medienarchiv Wikimedia Commons. Wenn man auf das Kamerasymbol klickt, können Fotos zu Kulturdenkmalen aus dieser Liste hochgeladen werden:
- Bezeichnung: Denkmalgeschützte Objekte und ggf. Bauwerksname des Kulturdenkmals
- Lage: Straßenname und Hausnummer oder Flurstücknummer des Kulturdenkmals. Die Grundsortierung der Liste erfolgt nach dieser Adresse. Der Link (Karte) führt zu verschiedenen Kartendiensten mit der Position des Kulturdenkmals. Fehlt dieser Link, wurden die Koordinaten noch nicht eingetragen. Sind diese bekannt, können sie über ein Tool mit einer Kartenansicht einfach nachgetragen werden. In dieser Kartenansicht sind Kulturdenkmale ohne Koordinaten mit einem roten bzw. orangen Marker dargestellt und können durch Verschieben auf die richtige Position in der Karte mit Koordinaten versehen werden. Kulturdenkmale ohne Bild sind an einem blauen bzw. roten Marker erkennbar.
- Datierung: Baubeginn, Fertigstellung, Datum der Erstnennung oder grobe zeitliche Einordnung entsprechend des Eintrags in der sächsischen Denkmaldatenbank
- Beschreibung: Kurzcharakteristik des Kulturdenkmals entsprechend des Eintrags in der sächsischen Denkmaldatenbank, ggf. ergänzt durch die dort nur selten veröffentlichten Erfassungstexte oder zusätzliche Informationen
- ID: Vom Landesamt für Denkmalpflege Sachsen vergebene, das Kulturdenkmal eindeutig identifizierende Objekt-Nummer. Der Link führt zum PDF-Denkmaldokument des Landesamtes für Denkmalpflege Sachsen. Bei ehemaligen Kulturdenkmalen können die Objektnummern unbekannt sein und deshalb fehlen bzw. die Links von aus der Datenbank entfernten Objektnummern ins Leere führen. Ein ggf. vorhandenes Icon  führt zu den Angaben des Kulturdenkmals bei Wikidata.

## Ausführliche Denkmaltexte
1. ↑  Schloss Dahlen:
Geschichte:
  - ab 1721 im Besitz derer von Bühnau
  - 1744–1751 Errichtung des Schlosses und Anlage eines barocken Schlossgartens mit der Orangerie unter Heinrich Graf von Bühnau
  - 1808 Umgestaltung des Gartens in einen englischen Landschaftspark unter Günter Graf von Bühnau, Beibehaltung einiger barocker Elemente im Bereich der Schlossterrassen
  - 1852 ging das Gut in den Besitz der Familie Sahrer von Sahr über
  - 1945 Enteignung der Familie Sahrer von Sahr, Plünderung des Schloss und Aufteilung der Gutsländereien im Zuge der Bodenreform
  - 1973 fiel das Schloss einem Brand zum Opfer
  - 1984 vernichtete ein Brand die ehemalige Orangerie, die nach 1984 durch die LPG Dahlen umgenutzt worden war, Wiederaufbau als Nutzraum

Gartenteile:
  - 1. Ehrenhof westlich des Schlosses
  - 2. Schlossterrassen südlich und östlich des Schlosses mit Grotte
  - 3. Schlosspark mit vier Teichen nördlich und östlich des Schlosses
  - 4. ehemaliger Küchengarten westlich der Schloßstraße

Bauliche Schutzgüter:
  - Gebäude: Schloss(-ruine), Remise, zwei Wirtschaftsgebäude (Einzeldenkmale) sowie die wiederaufgebaute Orangerie (kein Denkmal), das ehemalige Gärtnerhaus (Schloßstraße 20) wurde 2001 abgebrochen
  - Einfriedung: teilweise verputzte Bruchsteinmauern (Einzeldenkmale) beiderseits der Schloßstraße und im Bereich des ehemaligen Orangeriegartens, im Kreuzungsbereich Lindenallee/Schloßstraße als Viertelkreise ausgebildet, außerdem Reste der als Stützmauern ausgebildeten Einfriedungsmauern im Osten und Süden des ehemaligen Küchengartens sowie Reste der Einfriedungsmauern im Bereich des Stadtgrabens
  - Erschließung:
    - Zugänge: Haupttor an der Schloßstraße mit zweiflügligem, schmiedeeisernem Zufahrtstor und zwei Pforten mit einflügligen Ziergittertoren, Torpfosten mit bekrönenden Vasen, zweiter Zugang weiter nördlich von der Schloßstraße, zwei weitere Zugänge von Osten vom Dämmchen
    - Wegesystem: landschaftlich geschwungenen Wege im Schlosspark, Lindenallee als Hauptzufahrtsweg auf die Mittelachse des Schlosses zuführend

  - Gartenbauten: Grotte (Einzeldenkmal) östlich des Schlosses mit anschließenden Terrassen und Stützmauern sowie Resten der Balustrade
  - Wasserelemente: vier Teiche östlich des Schlosses als Relikte der barocken Gestaltung (Rathausteich, Springbrunnenteich mit Fontäne, Halbmondteich sowie Kastenteich)

Vegetation:
  - Alleen: Allee aus Linden (Tilia spec.) entlang der Lindenallee, weitere Allee aus Linden (Tilia spec.) nördlich des Küchengartens
  - Einzelbäume: teilweise noch aus der Barockgestaltung stammender Altgehölzbestand u. a. Stiel-Eiche (Quercus robur), Rot-Buche (Fagus sylvatica), Berg-Ahorn (Acer pseudoplatanus), Rosskastanie (Aesculus hippocastanum), Esche (Fagus sylvatica), Eibe (Taxus sylvatica) und Rhododendronbeständen, ca. 200 Jahre alte Trauer-Buche (Fagus sylvatica f. pendula) in der Südwestecke des Schlossparks, einer der ältesten Tulpenbäume Sachsens (Liriodendron tulipifera) südlich der ehemaligen Wirtschaftsgebäude
  - Hecken und Sträucher: geschnittene Hainbuchen-Hecken (Carpinus betulus) entlang der Mauern der Schlossterrassen
  - Geophyten: Bestände von Buschwindröschen (Anemone nemorosa)

Sonstige Schutzgüter:
  - Bodenrelief: durch Stützmauern abgefangene Terrassierungen südlich und östlich des Schlosses als Relikte der barocken Gestaltung
  - Blickbeziehung: von der Ostgrenze des Schlossparks in die Dahleaue
2. ↑  Schloss Börln:
Geschichte:
  - 1617–1620 Errichtung des Schlosses für Kurfürst Johann Georg I. von Sachsen (1585–1656) als Jagdschloss auf den Fundamenten einer älteren Wasserburg
  - 1807 Umbau des Schlosses durch Jacob Freiherr von Pfister (1765–1833), Entfernung der beiden Flügel und Errichtung eines neuen Flügels an der Nordostseite
  - 1880 Umbau des Schlosses und Umgestaltung des sogenannten Hayns in einen Landschaftspark durch Ludwig Graf von Zech-Burkersroda (1853–1927)
  - bis 1945 Sommersitz der Grafen Zech

Gartenteile:
  - 1. Ehrenhof westlich des Schlosses
  - 2. landschaftlich gestalteter Gutspark südlich des Schlosses
  - 3. ehemaliger Küchengarten nördlich und westlich des Wirtschaftshofes

Bauliche Schutzgüter:
  - Gebäude: Schloss, zwei Wirtschaftsgebäude an der Nord- und Südseite des Ehrenhofes, Gutsverwalterhaus einschl. Stallanbauten, ehemalige Wassermühle, Wirtschaftsgebäude, ehemaliges Brunnenhäuschen nördlich des Schlosses
  - Einfriedungspfeiler: Sandsteinstelen mit gerundetem Abschluss verbunden durch Metallstangen als Flankierung der Schlosszufahrt, Einfriedungsmauer des Küchengartens aus teilweise verputztem Bruchsteinmauerwerk im Norden des Ritterguts
  - Wegesystem: im Ehrenhof hippodromförmige Wege mit wassergebunder Decke (neuere Umgestaltung), landschaftlich geschwungene Wege im Gutspark nur noch vereinzelt ablesbar, im Küchengarten regelmäßiges Wegesystem nicht mehr vorhanden
  - Gartenbauten: Orangerie nordöstlich des Gutparks, derzeit in prekärem baulichem Zustand
  - Gartenausstattung: Eiskeller aus Bruchsteinmauerwerk westlich der Kirche
  - Wasserelemente: Teich südwestlich des Schlosses, Reste des ehemaligen Schlossgrabens südöstlich des Schlosses

Vegetation:
  - prägender Altgehölzbestand aus Stiel-Eiche (Quercus robur), Bismarck-Eiche (Quercus robur,1895) und Platane (Platanus x hispanica) östlich des Schlosses, jüngere Gehölzbestände aus Linde (Tilia spec.), Rot-Buche (Fagus sylvatica), Hainbuche (Carpinus betulus), Weymouths-Kiefer (Pinus strobus), Rhododendren, der Park befindet sich in einem vernachlässigten Pflegezustand, so dass sich prägende Solitärgehölze heute innerhalb des Gehölzbestandes befinden

Sonstige Schutzgüter: Blickbeziehungen vom Schloss durch den Park in die südlich gelegene Landschaft, heute zugewachsen
3. ↑  Schloss Großböhla:
Geschichte:
  - 1224 erste Erwähnung eines Herrensitzes, wahrscheinlich handelte es sich um eine mittelalterliche Wasserburg
  - ab 1434 bis etwa 1630 befand sich das Gut im Besitz der Familie von Heynitz
  - 1715 bis 1779 gehörte das Anwesen der Familie von Miltitz
  - 1754 Errichtung des Schlosses, in diesem Zusammenhang entstanden wohl auch die Gärten, vermutlich wurde dafür der bereits vorhandene Wald gerodet und Teile des Baumbestandes in die Anlagen integriert
  - ab 1779 kam das Gut mit Charlotte Elisabeth von Krosigk, geborene von Miltitz, in den Besitz der Familie von Krosigk, der es bis zur Enteignung 1945 gehörte
  - vermutlich unter Ferdinand Anton von Krosigk (1743–1805) und dessen Sohn Friedrich von Krosigk (1784–1871) entstand der heutige Landschaftspark, der Elemente des Barockgartens mit denen des englischen Landschaftsgartens miteinander verbindet
  - 1945 Enteignung und Aufteilung der Ländereien durch die Bodenreform, Vernachlässigung des Parks
  - 1991 Restaurierung des Mausoleums im Park
  - 2001 Übereignung des Parks an die Stadt Dahlen

Gutspark:
  - Einfriedung: der ehemals eingezäunte Park ist heute nicht mehr eingefriedet
  - Erschließung:
    - Zugänge: zwei Zugänge von Norden und einer von Westen, ein direkter Zugang vom Schloss, wie er ursprünglich vorhanden war, existiert nicht mehr
    - Wegesystem aus geradlinig verlaufenden Wegeachsen und landschaftlich geschwungenen Wegen mit wassergebundenen Decken, platzförmige Fläche vor dem Mausoleum zu dem sternförmig alle Parkwege hinführen

  - Mausoleum: neogotische Gestaltungselemente, zwei Wappensteine (das Familienwappen derer von Krosigk und das Familienwappen derer von Leipziger), Vorplatz durch Bruchsteinmauern flankiert
  - Kriegerdenkmal mit Gedenkeiche: Findling aus Granit mit Metalltafel (über Inschrift Relief eines toten Soldaten) für Gefallene deutsche Soldaten des Ersten Weltkrieges, Inschrift „Zum Andenken der gefallenen Deutschen Krieger 1914–18 Mortuis Victoria!“
  - Wasserelemente: vier Teiche (von Osten nach Westen: Pfarrteich, Kleine Insel – ehemaliger Schwemmteich, Schafschwemme – ehemaliger Mittelteich, Großer Inselteich – aus ursprünglich drei Teichen zusammengelegt: Räckteich, Neuteich und Haynteich), Grabensystem zur Entwässerung im gesamten Park
  - mehrschichtiger Gehölzbestand mit Auwaldcharakter, Altgehölzbestand vorwiegend aus Stiel-Eiche (Quercus robur), Rot-Eiche (Quercus rubra), Rot-Buche (Fagus sylvatica) und Berg-Ahorn (Acer pseudoplatanus) sowie Weiden (Salix spec.) am Ufer der Teiche, Gedenkeiche (Quercus robur) mit Kriegerdenkmal (s. o.) im Süden der Anlage
  - Alleen und Baumreihen: östlich des Großen Inselteiches zweireihige Allee aus Rosskastanien (Aesculus hippocastanum) entlang eines Dammweges, Baumreihe aus Tulpenbäumen (Liriodendron tulipifera) entlang des nördlichen Ufers sowie Baumreihe aus Stiel-Eichen (Quercus robur) entlang des südlichen Westufers des Großen Inselteiches, prägende Rhododendronbestände im nördlichen Parkbereich insbesondere am Mausoleum, von Westen auf den Schlosshof zuführende Lindenallee
  - Geophyten: insbesondere Buschwindröschen (Anemone nemorosa) und Bärlauch (Allium ursinum)
  - Blickbeziehung: von der Gedenkeiche nach Südwesten zum Collmberg sowie nach Osten auf den Liebschützberg

Garten am Schloss: südlich des Schlosses gelegener kleiner Gartenbereich, durch verputzte Ziegelmauer mit Sandsteinabdeckung im Osten, Süden und Westen eingefriedet, hainartiger Bestand an Linden.
4. ↑  Bockwindmühle Schmannewitz:
Bei der Mühle in Schmannewitz handelt es sich um eine Bockwindmühle. Dieser nachweislich schon seit dem Mittelalter bekannte Typ wird auch als „Teutsche Windmühle“ bezeichnet, da er im deutschen Sprachraum besonders große Verbreitung fand. Das hier zu beurteilende und 1839 an seinen heutigen Standort versetzte Exemplar besteht wie alle Bockwindmühlen aus dem Bock, dem bedachten Mühlenkasten und dem Flügelkreuz. Der Bock, nach dem die Mühle ihren Namen hat, dient als tragender Fuß der Anlage. Er besteht aus steinernen Fundamenten, dem Schwellenkreuz, dem Bockgerüst (Sturmbänder), dem Sattel und dem Hausbaum. Auf dem senkrecht stehenden Hausbaum ruht, drehbar gelagert, der Mehlbalken. Um diese statisch wesentliche Konstruktion baut sich der Mühlenkasten auf. Wichtig ist auch das am Mühlenkasten befestigte Steert, mit dem man die Mühle in den Wind drehen kann. Der Mühlenkasten der Bockwindmühle in Schmannewitz besteht aus zwei Böden. Der untere Boden wird vom Hausbaum und vom Mehlbalken sowie einem Walzenstuhr dominiert, während sich darüber der Großteil der technischen Ausstattung, wie Kammrad, Rutenwelle, Königswelle, Sackaufzug mit Spindel, Bremsvorrichtung, Mahlgang, Haferquetsche konzentriert. Die Drehbewegungen der Windmühlenflügel (Ruten) wurden über die Rutenwelle, das Kammrad, die Königswelle und Getriebe von unten auf die beiden Gänge (Mahlgang und Schrotgang) übertragen.
Die Denkmaleigenschaft der Mühle in Schmannewitz ergibt sich zum einen aus ihrem exemplarischen Wert für die die Entwicklung der in Deutschland weit verbreiteten Müllerei mit Bockwindmühlen insbesondere 19. Jahrhundert sowie zum anderen aus deren Seltenheitswert. Sie gehört zu den wenigen Windmühlen in Sachsen, die sich noch mit weitestgehen kompletter Ausstattung erhalten hat und dadurch die Funktionsweise mehr als andere derartige Objekte anschaulich vermitteln kann. Hinzu kommt die landschaftsgestalterisch Bedeutung, die sie als weithin sichtbare Landmarke besitzt.